# Liste der Baudenkmäler in Landshut-Altstadt
In der Liste der Baudenkmäler in Landshut–Altstadt sind die Baudenkmäler im Landshuter Stadtbezirk 00 Altstadt aufgelistet.
Diese Liste ist eine Teilliste der Liste der Baudenkmäler in Landshut. Grundlage der Liste ist die Bayerische Denkmalliste, die auf Basis des bayerischen Denkmalschutzgesetzes vom 1. Oktober 1973 erstmals erstellt wurde und seither durch das Bayerische Landesamt für Denkmalpflege geführt und aktualisiert wird. Die folgenden Angaben ersetzen nicht die rechtsverbindliche Auskunft der Denkmalschutzbehörde.
In dieser Kartenansicht sind Baudenkmäler ohne Koordinaten mit einem roten bzw. orangen Marker dargestellt und können in der Karte gesetzt werden. Baudenkmäler ohne Bild sind mit einem blauen bzw. roten Marker gekennzeichnet, Baudenkmäler mit Bild mit einem grünen bzw. orangen Marker.

## Ensemble Altstadt Landshut
Aktennummer E-2-61-000-1

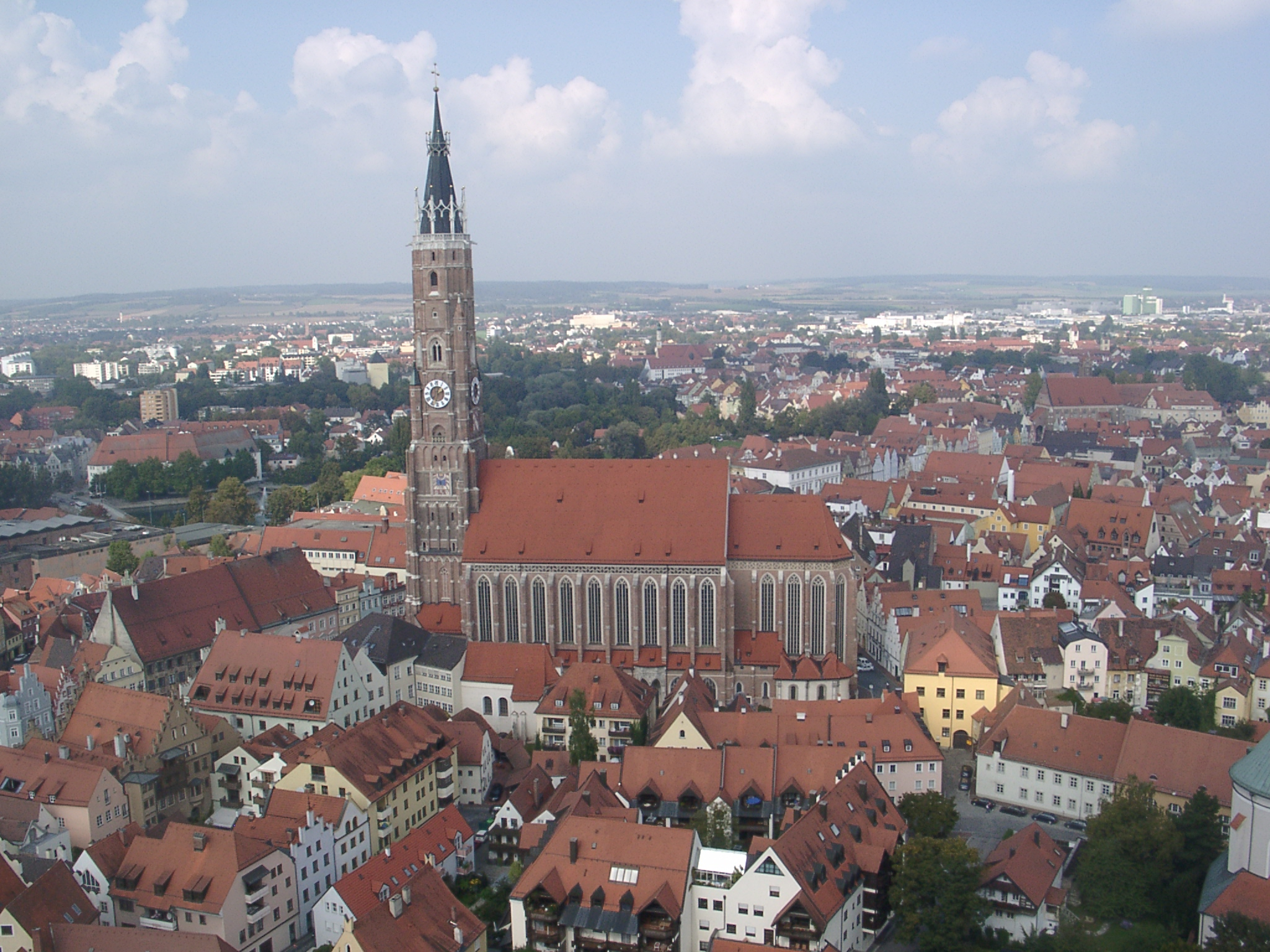
Blick auf die Altstadt von Landshut (2009)

Das Ensemble umfasst die Stadt Landshut in den Grenzen der ehemaligen Stadtbefestigung, dazu die Burg Trausnitz mit Herzogsgarten und Hofgarten, die jenseits der Isar gelegene Vorstadt „Zwischen den Brücken“ sowie die Abtei
Seligenthal.
Auf der Höhe des Steilhanges, am rechten Ufer der Isar, liegt die Burg Landshut, die seit etwa der Mitte des 16. Jahrhunderts auch den Beinamen „Trausnitz“ führt, ihr zu Füßen die Stadt und jenseits des Flusses die weitläufige Anlage der Abtei Seligenthal. Herzog Ludwig der Kelheimer gründete im Jahre 1204 die Stadt Landshut am Schnittpunkt mehrerer alter Handelswege. Etwa zur gleichen Zeit ließ er auch mit dem Bau der Burg Landshut beginnen.
Zu Füßen der Burg breitete sich die erste Ansiedlung aus. Dabei wurde jener Teil, der vom südlichen Ende der Altstadt bis zur Einmündung der Steckengasse reicht, zuerst besiedelt. Hier finden sich an der südöstlichen Straßenseite der Altstadt auch noch die reizvollen gewölbten Lauben, die bei den betreffenden Gebäuden die ganze Breite der Straßenfront einnehmen. Auch im Grundriss der Stadtanlage ist dieser älteste Kern der Bebauung noch gut ablesbar. Bald nach oder vielleicht auch schon mit der Stadtgründung entstand am nördlichen Ende der heutigen Altstadt, dort wo sich auch der Übergang über die Isar befindet, das Heiliggeistspital, das 1209 erstmals urkundlich erwähnt wird.
Bereits in der 1. Hälfte des 13. Jahrhunderts kam es zu einer ersten Stadterweiterung, die jene Handwerkerhäuser, die mittlerweile zwischen dem Altstadtkern und dem Heiliggeistspital entstanden waren, in die bis dahin schon bestehende Stadtanlage mit einbezog. Dieser älteste Teil Landshuts mit dem langgestreckten, ungleichmäßig breiten Straßenmarkt der Altstadt sowie der in vielen Biegungen gewundenen Ländgasse ist noch heute ein sichtbares Zeichen romanischer Stadtbaukunst des 13. Jahrhunderts.
In dem heutigen Stadtteil „Zwischen den Brücken“ siedelten sich nach und nach immer mehr Flößer und Fischer an. Auf der sogenannten Hammerinsel errichtete man Mühlen, und am linken Isarufer, dort wo der Pfettrachbach einmündet, gründete Herzogin Ludmilla, die Witwe Herzog Ludwigs, im Jahr 1231 ein Kloster, das dann vom Orden der
Zisterzienserinnen besiedelt wurde. Die Klosterkirche wurde später zur Grablege der Herzöge von Niederbayern ausersehen.

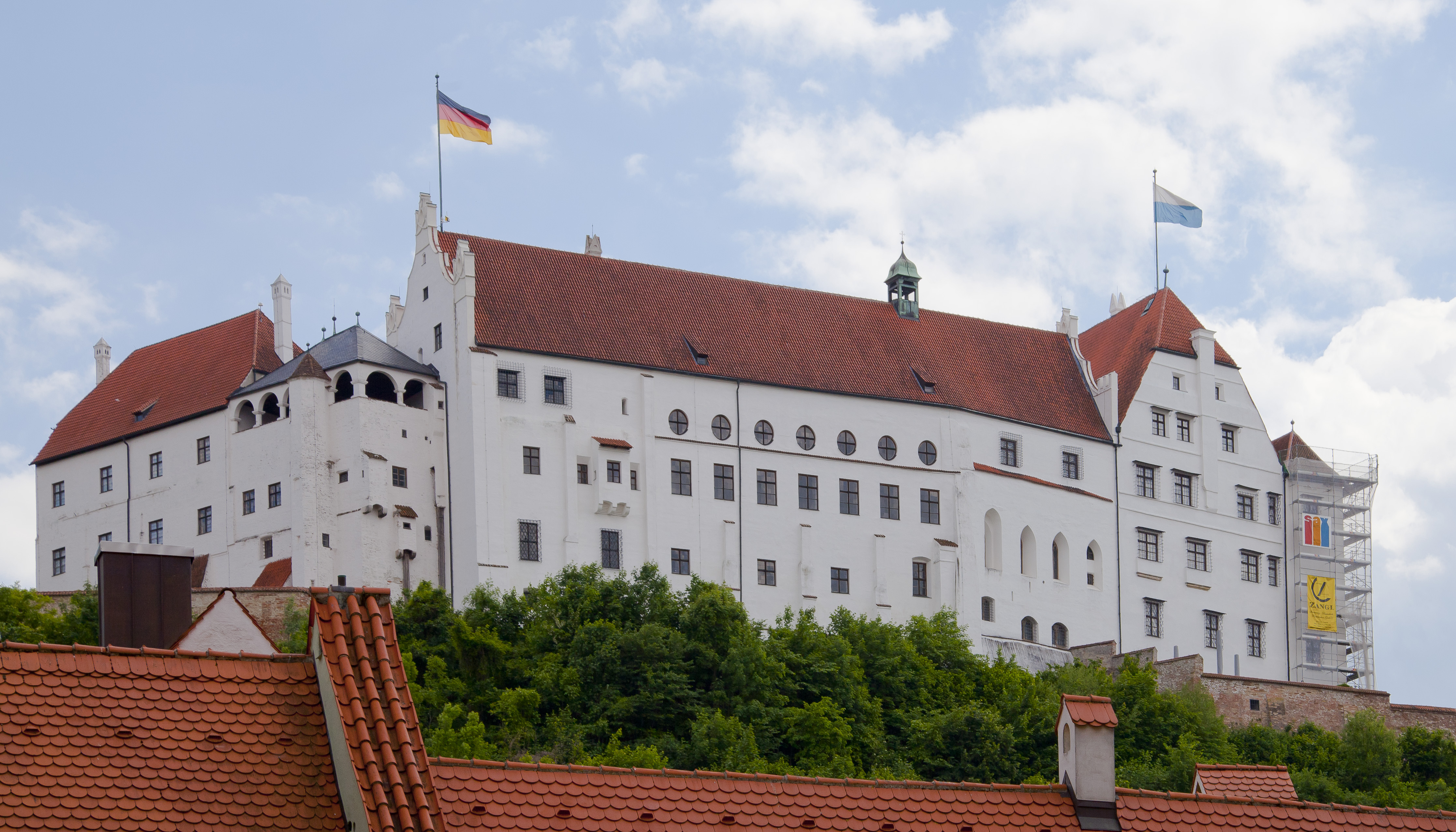
Die Burg Trausnitz (2012)

Die Burg Landshut, die gleichfalls eine Gründung der Wittelsbacher ist, geht im Kern noch auf die romanische Anlage zurück. Von größter Bedeutung für Landshut war dann die Nutzteilung des Landes von 1255, wobei bestimmt wurde, dass Landshut an Herzog Heinrich XIII. fallen sollte. Letzterer erhob Landshut zur Haupt- und Residenzstadt seines Territoriums. Diese für die Stadt ungemein wichtige Auszeichnung blieb ihr bis zum Aussterben der jüngeren Herzogslinie im Jahr 1503 erhalten.
Im Jahr 1270 wurde die Spitalkirche zur Pfarrei erhoben. Ein Jahr später siedelten sich die Dominikaner und 1280 auch noch die Franziskaner-Minoriten vor den damaligen Toren der Stadt an. Da der Zuzug von Handwerkern auch weiterhin unvermindert anhielt, entschloss man sich in der zweiten Hälfte des 13. Jahrhunderts zu einer erneuten Stadterweiterung. In dem Gebiet, das heute die Neustadt umfasst, begann man damit, neue Bauparzellen mit schmaler Straßenfront und großer Grundstückstiefe auszustecken. Der breite und fast schnurgerade Straßenzug der Neustadt bietet in seiner nahezu ungestörten Erhaltung ein Musterbeispiel mittelalterlicher Stadtbaukunst der Gotik. Die Stichstraßen, die zuvor zu dem inneren Bering geführt hatten und die alle nahezu parallel zueinander angelegt sind, wurden im Zuge dieser zweiten Stadterweiterung nach der Neustadt hin verlängert.
Die dritte Stadterweiterung, die zu Anfang des 14. Jahrhunderts vorgenommen wurde, umfasst die Häuserzeilen um den Dreifaltigkeitsplatz, an der Unteren Ländgasse, am Nahensteig sowie an der Alten Bergstraße. Wegen seiner günstigen Lage unterhalb der Burg wurde dieses Gebiet später auch von dem bei Hof bediensteten Adel, der hier seine gefreiten Stadthäuser besaß, den Beamten der herzoglichen Verwaltung sowie den jüdischen Kaufleuten besonders bevorzugt.
Sehr gut sind wir vor allem über den Vorgang der vierten Stadterweiterung von 1338 unterrichtet. Dieser Erweiterung lag ausschließlich der Wille des Landesherrn zugrunde. Auf dem annähernd rechteckigen Platz, der sich an seinem nordöstlichen Ende nochmals etwas verjüngt und heute den Namen „Freyung“ trägt, wurde in der Mitte die von Herzog Heinrich XIV. gestiftete Basilika St. Jodok errichtet. Die Kirche, die 1369 nach ihrer weitgehenden Fertigstellung zur zweiten Stadtpfarrkirche bestimmt wurde, bildet das weithin sichtbare Wahrzeichen dieses Stadtviertels. Die vierte Stadterweiterung, zu der eigentlich kein echtes Bedürfnis vonseiten der Bürgerschaft mehr vorlag, ist bis heute, nicht zuletzt deswegen, ein mindergewichtiger Stadtteil geblieben. Kleine, schlichte Handwerkerhäuser bestimmen hier das Bild dieses Stadtviertels.
Die fünfte und letzte Stadterweiterung vollzog sich in der Mitte des 14. Jahrhunderts und umfasste im Wesentlichen das Gebiet um den heutigen Bischof-Sailer-Platz. Der eigentliche Grund dafür war der Wunsch nach Abrundung des Stadtgebiets und die bessere Sicherung der hier stehenden städtischen Salzstädel, der bürgerlichen Malztennen und der sonstigen Vorratsspeicher. In diesem Viertel entstand später noch, und zwar gegen Ende des 15. Jahrhunderts, das Blatternhaus mit der St.-Rochus-Kapelle.
Ihre große Zeit erlebte die Burg Landshut, die in all ihren wesentlichen Bestandteilen noch auf die Romanik und die Gotik zurückgeht, während der Hofhaltung der drei „reichen Herzöge“ von Niederbayern. Im 14. Jahrhundert begann man damit, die ganze Stadt mit einem neuen, erweiterten Gürtel von Türmen und Wehrmauern zu umgeben. Dabei wurden in den verschiedensten Himmelsrichtungen Tore angelegt, von denen sich bis in unsere Zeit jedoch nur mehr das Ländtor und das Burghauser Tor erhalten haben.

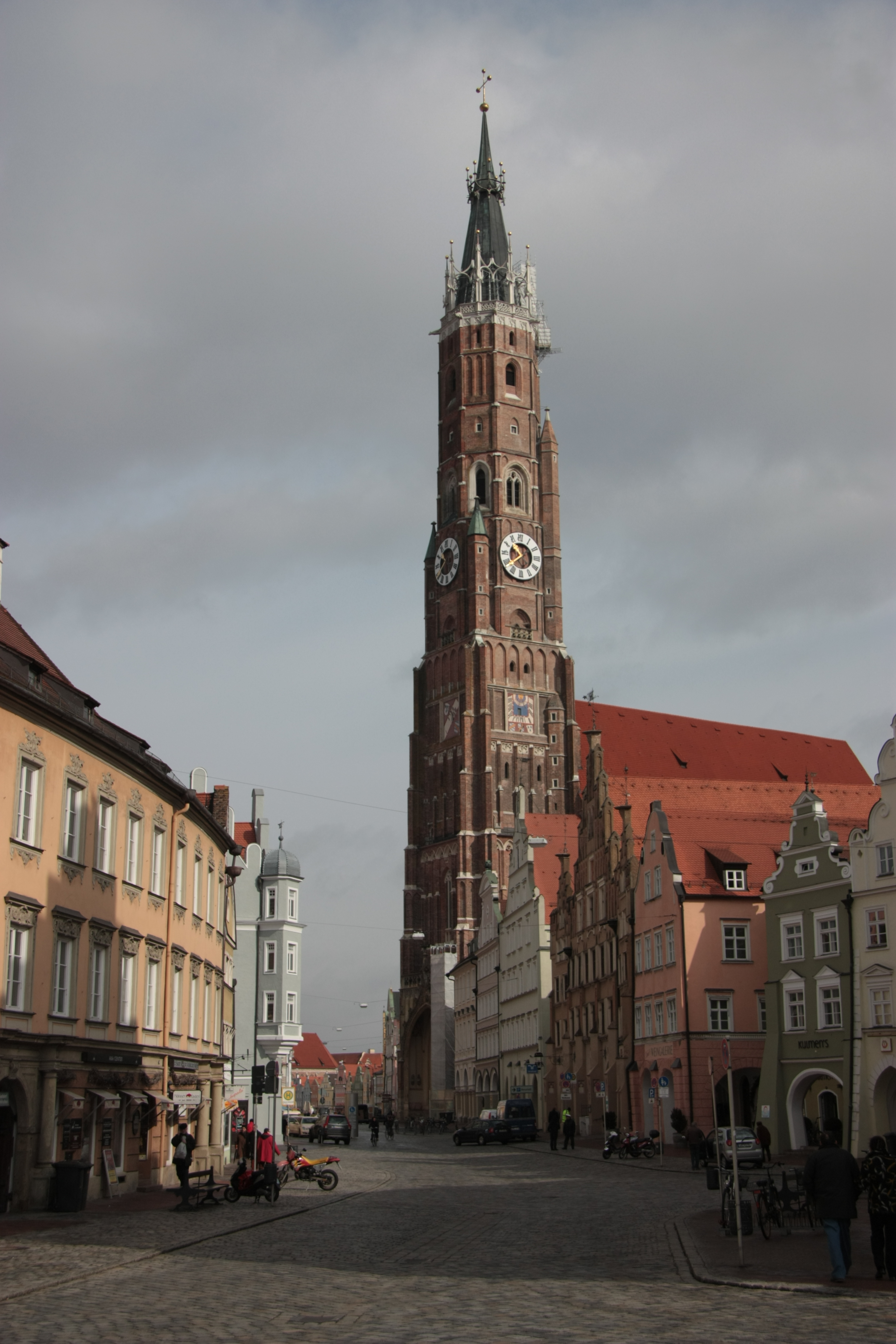
Martinskirche in Landshut

Die Pfarrkirche St. Martin und die Heiliggeistspitalkirche mit ihrem Hallen-Umgangschor sind zwei Hauptwerke des berühmten Kirchenbaumeisters Hans von Burghausen. Die beiden spätgotischen Kirchen sind für das Gesamtbild der Altstadt von besonderer städtebaulicher Bedeutung. Der langgestreckte, geostete Baukörper der Pfarrkirche St. Martin schiebt sich mit seinem hohen vielstufigen Westturm um ein beträchtliches Stück über die Häuserflucht der Altstadtbebauung vor und bildet den beherrschenden Akzent des ganzen Straßenzugs. Die Heiliggeistspitalkirche dagegen, die am nördlichen Ende der Altstadt steht, riegelt mit ihrem hochaufragenden Kirchendach die Raumkulisse der hier auslaufenden Häuserzeilen in wirkungsvoller Weise ab. Etwa auf halbem Weg zwischen den beiden großen spätgotischen Hallenkirchen steht das Rathaus der Stadt, das das durch die gestaffelten Giebel der Patrizierhäuser vorgegebene Motiv nochmals aufnimmt und zu letzter Steigerung bringt.

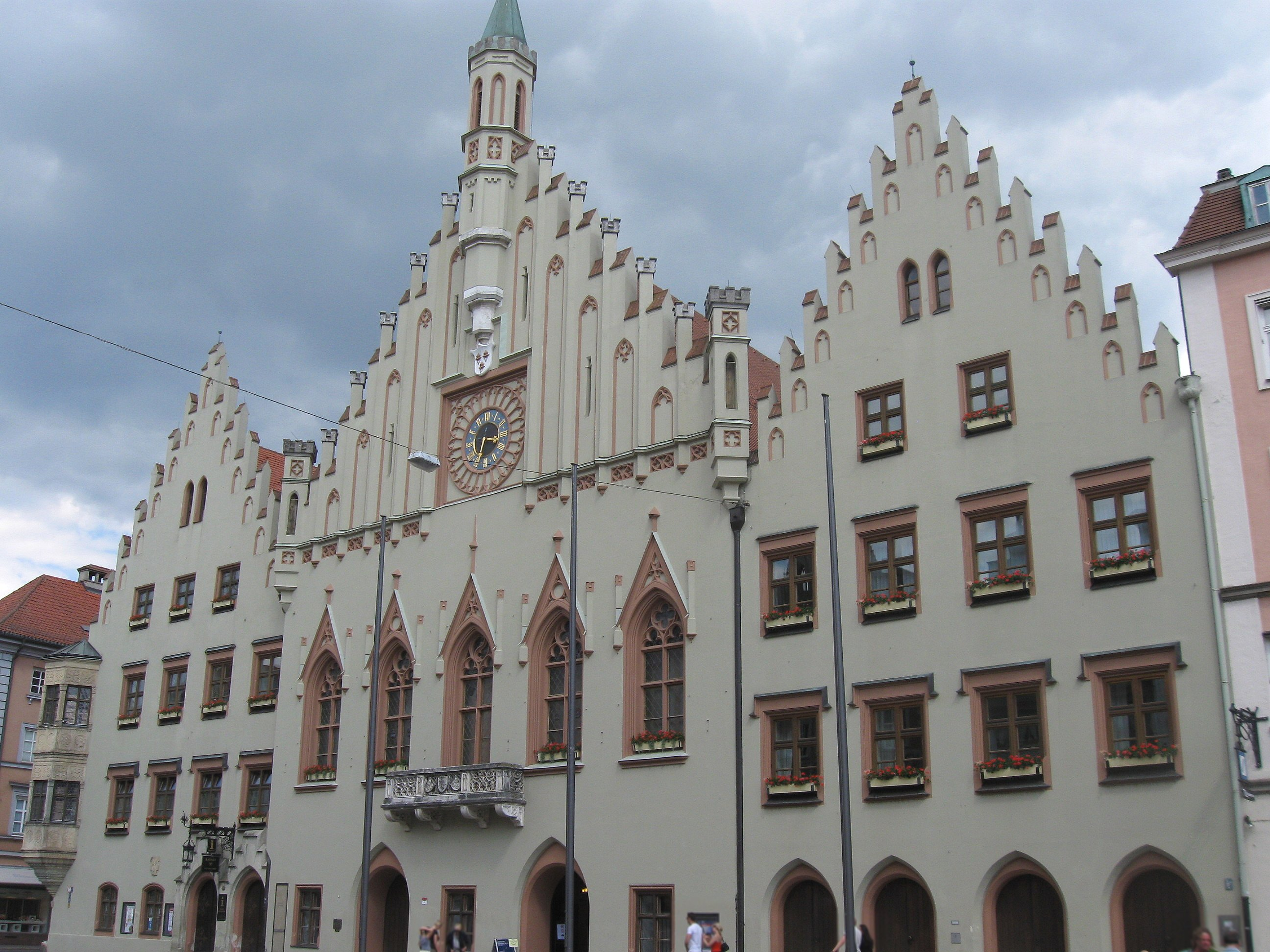
Altstadt 315: Die Giebelfront des Rathauses

Mit dem Aussterben der Landshuter Herzogslinie im Jahr 1503 war für die Stadt auch ein vorübergehender starker wirtschaftlicher Niedergang verbunden, der sich erst mit der Ankunft Herzog Ludwigs X. im Jahr 1516 wieder zum Besseren wendete. Herzog Ludwig X. machte Landshut zum damaligen Zentrum des Kunstschaffens in Altbaiern. Bildhauer wie Hans Leinberger und Stephan Rottaler zogen in die Stadt. Der Herzog selbst holte sich aus Mantua die Baumeister herbei, die nach seinen Vorstellungen eine Stadtresidenz nach italienischem Muster inmitten der Altstadt errichten sollten. Mit der Renaissance wurde in Landshut auch die Fassadenmalerei heimisch, von der sich als schönstes Beispiel die Malereien am Landschaftshaus erhalten haben. In dieser Zeit entstanden auch in vielen Innenhöfen die herrlichen mehrgeschossigen Arkadengänge.
Im Jahr 1610 kamen dann auch die Kapuziner in die Stadt, denen in der Nähe der städtischen Salzstädel ein großes Areal zugewiesen wurde. Ihnen folgten im Jahr 1629 die Jesuiten nach, die sich am südlichen Ende der Neustadt niederließen. Anstelle der herzoglichen Münze errichteten sie ab 1631 ihre Kirche, deren Nordfassade heute den städtebaulichen Akzent und Abschluss der Neustadt nach Süden hin bildet. Als letzter Orden ist schließlich 1671 noch der der Ursulinerinnen nach Landshut gekommen. Diese siedelten sich am Nordende der Neustadt an. Ab der zweiten Hälfte des 17. Jahrhunderts kamen in der Stadt auch die Rauputzfassaden in Mode, wofür das Haus Kirchgasse 234 noch ein besonders schönes Beispiel gibt. Einzelne Bürger, wozu insbesondere die Handelsleute und Weinwirte zählten, gingen in dieser Zeit des Barocks oft dazu über, die an ihre Häuser angrenzenden Grundstücke aufzukaufen. Auf diesen Grundstücken mit verbreiterter Straßenfront ließen sie dann jene stattlichen Giebelhäuser errichten, die heute noch allenthalben in der Altstadt und Neustadt zu finden sind. Ein schönes Beispiel für die große Schmuckfreudigkeit der Rokokozeit ist das Stadtpalais der Grafen Etzdorf, das wohl um 1750 von Johann Baptist Zimmermann stuckiert wurde.

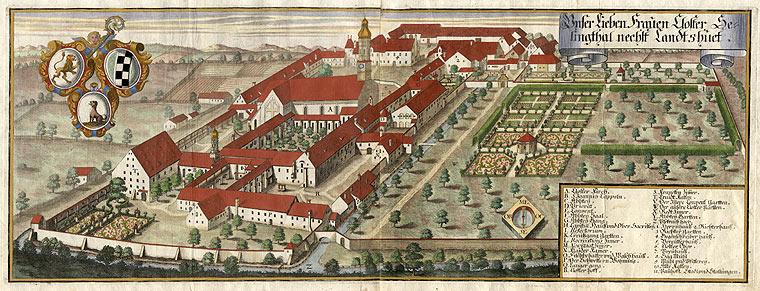
Kloster Seligenthal nach Wening

Im Zuge der Säkularisation wurden im Jahr 1802 die Klöster der Dominikaner, der Franziskaner, der Franziskanerinnen bei Heilig Kreuz, der Kapuziner und der Kapuzinerinnen bei Maria Loretto aufgehoben. Das gleiche Schicksal erlitten ein Jahr später das Kollegiatstift bei St. Martin und die Zisterzienserinnen in Seligenthal. Nur die Ursulinerinnen entgingen schon damals der sofortigen Aufhebung ihres Klosters. In die leerstehenden Räume des Dominikaner- und des ehemaligen Jesuitenklosters zog dann für kurze Zeit die von Ingolstadt nach Landshut verlegte bayerische Landesuniversität ein. Von den Klöstern wiedererstanden sind nur mehr die der Zisterzienserinnen von Seligenthal, der Ursulinerinnen und der Franziskaner, wobei letztere nunmehr bei Maria Loretto eingezogen sind.
Zu Anfang des 19. Jahrhunderts begann man auch nach und nach damit, die vielen alten Stadttore, Wehrtürme und Mauern der mittelalterlichen Stadtbefestigung abzutragen und die Stadtgräben mit ihrem Abbruchmaterial aufzufüllen. Landshut veränderte sein Gesicht und wuchs im Zuge der nun einsetzenden Industrialisierung über seinen alten Stadtkern hinaus. Insbesondere im Bereich der heutigen Podewilsstraße hat sich seitdem die Abgrenzung zwischen Altstadtkern und Neubebauung etwas verwischt. Zwischen dem Bahnhof und der Altstadt von Landshut entstanden neue Wohnviertel mit einer Bebauung im Stil der Gründerzeit.
Weitgehend verschont von den Zerstörungen der beiden letzten Weltkriege, präsentiert sich Landshut heute trotz aller Veränderungen in den Jahrhunderten seit seiner Gründung noch immer als eine gotische Stadt auf einem zum Teil noch romanischen Grundriss, der aber auch noch die nachfolgenden Zeiten der Renaissance, des Barocks, des Rokokos sowie des Klassizismus manch baugeschichtlich und kulturhistorisch interessanten Bau hinzugefügt haben. Landshut vertritt dabei den Typ einer altbayerischen Residenzstadt in reinster Ausprägung.
Schon seit der Mitte des vorigen Jahrhunderts hat man in Landshut damit begonnen, an vielen Punkten der Stadt eine Regenerierung der alten Bausubstanz in schonender Weise einzuleiten. Anstelle alter Behausungen wurden neue Wohnhäuser errichtet, die sich aber wegen der Verwendung von historischem Formengut im Allgemeinen recht harmonisch in das Altstadtensemble einfügen. In den vergangenen Jahren ist es allerdings besonders im Bereich der Neustadt zu bedauerlichen Verlusten gekommen. So wurden mit den Häusern Neustadt 532 und 533 zwei Gebäude abgebrochen, die zu den ältesten Bürgerhäusern der Stadt zählten. Auch andere Gebäude wie der Gasthof Moserbräu (Altstadt 178) sind ihrem Bestand gefährdet, bzw. vom Abbruch bedroht.

## Einzelbaudenkmäler nach Straßen

### A
| Lage                                                                                           | Objekt                                                                  | Beschreibung | Akten-Nr.      | Bild           |
| ---------------------------------------------------------------------------------------------- | ----------------------------------------------------------------------- | --- | -------------- | -------------- |
| Nähe Adamweg (Standort)                                                                        | Wasserturm                                                              | zweigeschossiger Ziegelbau mit Gliederung aus Sandstein, 1886/88. | D-2-61-000-635 | weitere Bilder |
| Nähe Alte Bergstraße (Standort)                                                                | Burghauser Tor (Huetertor)                                              | spätgotische Toranlage der mittelalterlichen Stadtbefestigung, unverputzter Ziegelbau mit Wappen, 1. Hälfte des 14. Jh., um 1800 klassizistisch umgestaltet | D-2-61-000-37  | weitere Bilder |
| Alte Bergstraße 145 (Standort)                                                                 | Wohnhaus                                                                | dreigeschossiger Eckbau mit Satteldach, Giebel mit Zinnen, 2. Hälfte 16. Jahrhundert; südwestlich Rundturm, Teilstück der mittelalterlichen Stadtbefestigung | D-2-61-000-27  | weitere Bilder |
| Alte Bergstraße 145; Dreifaltigkeitsplatz 2; Isarpromenade 2; Nähe Maximilianstraße (Standort) | Mittelalterliche Stadtbefestigung                                       | Sie umzog einstmals den Altstadtkern. Erhalten haben sich von der Stadtmauer, die stellenweise noch bis zu fünf Meter hoch ist, einige Teilstücke und Reste. In den Bering waren eine größere Zahl von Wehrtürmen integriert, von denen sich noch ein Rundturm bei dem im Jahr 1874 abgebrochenen Münchner Tor (Alte Bergstraße 145), ein ehem. Wasserturm mit Brunnenhaus des 14./15. Jahrhunderts (Dreifaltigkeitsplatz 2), der Obere Länd-Turm oder „Röcklturm“ (Isarpromenade 2), auch Fischmeisterturm genannt, ein fünfgeschossiger und im Kern mittelalterlicher Zeltdachbau, sowie ein weiterer südlich des früheren Franziskanerklosters erhalten haben. Weitere Fragmente bzw. umgebaute oder teilerneuerte Wehrtürme finden sich noch bei Altstadt 20, am Orbankai und beim ehem. Dominikanerkloster. Von den Stadttoren sind heute nur mehr das Burghauser Tor (Alte Bergstraße 161) und das Länd-Tor (Nähe Ländtorplatz) vorhanden. Die Stadtmauer mit ihren Wehrtürmen, Toren, Gräben und Wällen wurde ab der 2. Hälfte des 14. Jahrhunderts errichtet; der weitere Ausbau und die Verstärkung der Anlagen erfolgten im 15. und frühen 16. Jahrhundert. Im 19. Jahrhundert erfolgte dann die schrittweise Demontage der mittelalterlichen Befestigungsanlagen, nachdem jedoch schon im 17. und 18. Jahrhundert einige Stadttürme und Stadttore zerstört oder abgebrochen worden waren. (Geschütztes Kulturgut) | D-2-61-000-1   | weitere Bilder |
| Alte Bergstraße 146 (Standort)                                                                 | Wohnhaus                                                                | zweigeschossiger Satteldachbau, Giebel mit Zinnen, 16. Jahrhundert, dreigeschossiger Bodenerker | D-2-61-000-28  | weitere Bilder |
| Alte Bergstraße 148 (Standort)                                                                 | Wohnhaus                                                                | zweigeschossiger Satteldachbau mit barockem Giebel, 17./18. Jahrhundert | D-2-61-000-30  | weitere Bilder |
| Alte Bergstraße 151 (Standort)                                                                 | Wohnhaus                                                                | zweigeschossiger, giebelständiger Satteldachbau, 1878 | D-2-61-000-32  | weitere Bilder |
| Alte Bergstraße 155 (Standort)                                                                 | Theklakapelle                                                           | Saalbau mit eingezogenem Chor, Sakristei und Fassadenturm mit Zwiebelhaube, gestiftet 1426 von Wilhelm von Neufraunhofen, barocke Umgestaltung 1759; mit Ausstattung. (Geschütztes Kulturgut) | D-2-61-000-33  | weitere Bilder |
| Alte Bergstraße 157 (Standort)                                                                 | Wohnhaus                                                                | mehrgliedriger Baukörper mit zweigeschossigem Eckerker, 1877 | D-2-61-000-34  | weitere Bilder |
| Alte Bergstraße 158 (Standort)                                                                 | Wohnhaus                                                                | dreigeschossiger Satteldachbau, Giebel mit Zinnen, wohl 19. Jahrhundert; mit Einfriedung | D-2-61-000-35  | weitere Bilder |
| Alte Bergstraße 160 (Standort)                                                                 | Wohnhaus                                                                | zweigeschossiger Satteldachbau, 1872; mit Einfriedung | D-2-61-000-36  | weitere Bilder |
| Alte Bergstraße 171 (Standort)                                                                 | Wohnhaus                                                                | Ehem. Kaplanhaus zur Burg Trausnitz, zweigeschossiger Satteldachbau mit spätgotischem Flacherker, im Kern wohl um 1500 | D-2-61-000-38  | weitere Bilder |
| Alte Bergstraße 172a (Standort)                                                                | Zugehörige Wegkapelle                                                   | mit neugotischem Holzaltar und Altöttinger Schwarzer Madonna | D-2-61-000-631 | weitere Bilder |
| Alter Franziskanerplatz 483, 484 (Standort)                                                    | Ehem. Franziskanerkloster                                               | gegründet 1280, aufgehoben 1802, anschließend teilweise abgebrochen, Portalfragment der ehem. Klosterkirche, wohl Ende 13. Jahrhundert; Rest des inneren Kreuzganges mit zweischiffiger gotischer Halle, wohl 2. Hälfte 14. Jahrhundert; Äußerer Kreuzgang mit spätgotischer Einwölbung, 14. und 15. Jahrhundert; Plankkapelle, erbaut 1495; Betriebsgebäude der Landshuter Malzfabrik, im Kern vielleicht spätmittelalterlich, barocker Umbau und Ausbau des frühen 19. Jahrhunderts; Reste der alten Klostermauer, mittelalterlich; im Osten davon Teilstück der mittelalterlichen Stadtmauer mit hohen Rundbogennischen, etwa 5–6 m hoch, 14./15. Jahrhundert; Wehrturm der mittelalterlichen Stadtbefestigung, mit Zinnen und Pechnasen, wohl 14./15. Jahrhundert | D-2-61-000-297 | weitere Bilder |
| Altstadt 17 (Standort)                                                                         | Wohn- und Geschäftshaus                                                 | dreigeschossig, traufständig, im Kern noch 2. Hälfte 16. Jahrhundert, sonst nach Umbau von 1771 | D-2-61-000-40  | weitere Bilder |
| Altstadt 18, 20 (Standort)                                                                     | Wohn- und Geschäftshaus                                                 | stattlicher dreigeschossiger Bau zu zehn Obergeschossachsen mit stuckierter Rokokofassade von Georg Felix Hirschstötter d. J., 1772; Haus Nummer 19 und Nr. 20 im Jahr 1855 mit Haus Nummer 18 vereinigt und dabei die Fassade von Haus Nummer 18 übernommen; Westliche Begrenzung des Grundstückes durch Teilstück der mittelalterlichen Stadtmauer und durch den Rest eines Wehrturms, letzterer in der Barockzeit zu einem Gartenpavillon umgebaut, 14./15. Jahrhundert | D-2-61-000-41  | weitere Bilder |
| Altstadt 21 (Standort)                                                                         | Wohn- und Geschäftshaus                                                 | dreigeschossiger Giebelbau mit Satteldach, wohl nach 1857 für den Essigfabrikanten Josef Schwarz errichtet | D-2-61-000-42  | weitere Bilder |
| Altstadt 22 (Standort)                                                                         | Wohn- und Geschäftshaus                                                 | dreigeschossig, Giebel mit rundbogigem Abschluss, 2. Hälfte 19. Jahrhundert | D-2-61-000-43  | weitere Bilder |
| Altstadt 23 (Standort)                                                                         | Wohn- und Geschäftshaus                                                 | zweigeschossiger Giebelbau mit Scheitelzinne, 2. Hälfte 19. Jahrhundert, im Kern älter, mit Umbauphase des 18. Jahrhunderts | D-2-61-000-44  | weitere Bilder |
| Altstadt 25 (Standort)                                                                         | Wohn- und Geschäftshaus                                                 | viergeschossiger Eckbau, Giebel mit Zinnen, Eckerker mit Haube, Ende 19. Jahrhundert | D-2-61-000-45  | weitere Bilder |
| Altstadt 26 (Standort)                                                                         | Wohn- und Geschäftshaus                                                 | dreigeschossig mit Treppengiebel, Fassade mit Rauputzdekor, alte Gliederung 1955 erneuert, sonst im Kern spätmittelalterlich, spitzbogiges Portal aus Ziegelformsteinen, um 1500, Türblatt neugotisch; im 1. Obergeschoss Nische mit barocker Hausmadonna | D-2-61-000-46  | weitere Bilder |
| Altstadt 27 (Standort)                                                                         | Wohnhaus                                                                | 1666–1716 Apotheke, dreigeschossig mit geschweiftem Barockgiebel, vermutlich unter Apotheker Johann Baumgartner errichtet, 17./18. Jahrhundert | D-2-61-000-47  | weitere Bilder |
| Altstadt 28 (Standort)                                                                         | Ehem. Landschaftshaus                                                   | seit 1557 Sitz der Landschaft des Rentamtes Landshut, im 19. Jahrhundert Postamt, Geburtshaus des Malers Max Slevogt (1868–1932), entstanden aus der Vereinigung von drei Häusern, die 1557, 1597 und 1601 angekauft wurden, stattlicher viergeschossiger Traufseitbau zu elf Obergeschossachsen, Fassade mit reicher Renaissancebemalung, 1599 von Hans Georg Knauf nach Entwurf von Hans Pachmayr ausgeführt, Portal mit geschnitzten Eichentüren, um 1775, Hofseite mit Galerien, frühes 17. Jahrhundert | D-2-61-000-48  | weitere Bilder |
| Altstadt 29 (Standort)                                                                         | Haus zum Kronprinzen                                                    | Ehemalige herzogliche, dann kurfürstliche Kanzlei, später in Erinnerung an den Universitätsaufenthalt Ludwigs I. von Bayern in „Haus zum Kronprinzen“ umbenannt, für herzoglichen Kanzler Dr. Martin Mair (gest. 1481) erbaut, stattlicher dreigeschossiger Bau zu sieben Obergeschossachsen, traufständig, Erdgeschosshalle mit Netzrippengewölbe, um 1500, Fassade klassizistisch, um 1784 | D-2-61-000-49  | weitere Bilder |
| Altstadt 30 (Standort)                                                                         | Wohn- und Geschäftshaus                                                 | fünfgeschossiger Bau mit Blendgiebel mit Balusterfries, 2. Hälfte 19. Jahrhundert | D-2-61-000-50  | weitere Bilder |
| Altstadt 31 (Standort)                                                                         | Wohn- und Geschäftshaus                                                 | viergeschossig, Blendgiebel mit Segmentbogenschluss, vermutlich für Ratsherrn und Handelsmann Franz Jaquemode errichtet, 1. Viertel 18. Jahrhundert, Fassade teilweise verändert | D-2-61-000-51  | weitere Bilder |
| Altstadt 32 (Standort)                                                                         | Wohn- und Geschäftshaus                                                 | viergeschossig mit Blendgiebel, Walmdach und reich stuckierter barocker Fassade, 1. Hälfte 18. Jahrhundert | D-2-61-000-52  | weitere Bilder |
| Altstadt 33 (Standort)                                                                         | Wohn- und Geschäftshaus                                                 | dreigeschossig mit geschweiftem Barockgiebel, 18. Jahrhundert | D-2-61-000-53  | weitere Bilder |
| Altstadt 68 (Standort)                                                                         | St.-Martins-Apotheke                                                    | seit 1617 urkundlich als fürstliche Hofapotheke belegt, dreigeschossiges Wohnhaus mit Giebel in barocken Formen, von 1878 | D-2-61-000-54  | weitere Bilder |
| Altstadt 69 (Standort)                                                                         | Ehem. Gasthaus „Drei Mohren“                                            | stattlicher dreigeschossiger Bau mit neugotischem Treppengiebel, um 1570 für den Ratsherrn Georg Pätzinger errichtet, 1845 in neugotischen Formen umgestaltet | D-2-61-000-55  | weitere Bilder |
| Altstadt 70 (Standort)                                                                         | Wohn- und Geschäftshaus                                                 | viergeschossiger Walmdachbau mit reichem Stuckdekor des 19. Jahrhunderts, wohl Ende des 17. Jahrhunderts durch Baron von Neufraunhofen als adeliges Stadthaus errichtet, im 19. /20. Jahrhundert Bürger- und Beamtenwohnhaus | D-2-61-000-56  | weitere Bilder |
| Altstadt 71 (Standort)                                                                         | Wohn- und Geschäftshaus                                                 | viergeschossiger Satteldachbau, Giebel mit hochgezogener Attika und rundbogigem Abschluss, 18. Jahrhundert | D-2-61-000-57  | weitere Bilder |
| Altstadt 72 (Standort)                                                                         | Gasthof Silbernagel                                                     | dreigeschossiger Traufseitbau mit Mezzaningeschoss, Satteldach mit Schleppgauben, im Kern 17./18. Jahrhundert; an der Fassade Stuck-Medaillon einer von Engeln getragenen Madonna im Strahlenkranz, 18. Jh.; Innenhof mit Flügelbauten | D-2-61-000-58  | weitere Bilder |
| Altstadt 74 (Standort)                                                                         | Ehem. Einhorn-Apotheke                                                  | dreigeschossiger Bau mit geschweiftem Knickgiebel, hofseitig tonnengewölbter Arkadengang mit Stichkappen auf toskanischen Säulen, im Kern 17./18. Jahrhundert | D-2-61-000-60  | weitere Bilder |
| Altstadt 76 (Standort)                                                                         | Wohn- und Geschäftshaus                                                 | vier Voll- und ein Mezzaningeschoss, Walmdach, im Kern wohl 15. Jahrhundert, Umbauphase 3./4. Obergeschoss und Dachwerk 1544 (dendro. dat.); Fassade mit reichem Stuckdekor, 2. Hälfte 19. Jahrhundert | D-2-61-000-61  | weitere Bilder |
| Altstadt 77 (Standort)                                                                         | Wohn- und Geschäftshaus                                                 | viergeschossiger Walmdachbau mit zweistöckigem Kastenerker in der Mittelachse, im Kern 17./18. Jahrhundert, Fassade um 1880 | D-2-61-000-62  | weitere Bilder |
| Altstadt 78 (Standort)                                                                         | Wohn- und Geschäftshaus                                                 | dreigeschossiger Walmdachbau, um 1790; am rückwärtigen Ausgang zur Ländgasse zweiflügeliges klassizistisches Portal mit Apoll und Merkur, das Bildhauer Christian Jorhan d. Ä. zugeschrieben wird, um 1790 | D-2-61-000-63  | weitere Bilder |
| Altstadt 79 (Standort)                                                                         | Stadtresidenz                                                           | erbaut unter Herzog Ludwig X. von Bayern nach dem Vorbild des Palazzo del Te in Mantua: sog. „Deutscher Bau“ an der Altstadt von Bernhard Zwitzel, 1536; sog. „Italienischer Bau“ von Meister Sigismund von Mantua, 1537–1543; mit Ausstattung; sog. „Hinterneubau“ der Stadtresidenz (Ländgasse 127), dreiflügeliger Bau, Fassade mit diamantierter und gequaderter Rustikaverkleidung, sieben Fensterachsen, Pilastergliederung, Walmdach mit welschen Kaminen, 2. Hälfte 16. Jahrhundert; Pavillon (Isarpromenade), kleine rechteckige Anlage mit vorkragendem Obergeschoss und Walmdach, Mitte 16. Jahrhundert, mit dem „Italienischen Bau“ der Stadtresidenz durch einen gedeckten Gang verbunden. (Geschütztes Kulturgut) | D-2-61-000-64  | weitere Bilder |
| Altstadt 80 (Standort)                                                                         | Ehemalige Rentmeisterei                                                 | bzw. kurfürstliche Rentstube, dreigeschossiger Bau mit Treppengiebel, im Kern wohl 1. Hälfte 16. Jahrhundert | D-2-61-000-65  | weitere Bilder |
| Altstadt 81 (Standort)                                                                         | Pappenbergerhaus                                                        | „Pappenbergerhaus“, um 1405 unter dem städtischen Kammermeister Hanns Wernstorffer errichtet, Bau wohl Planung des Kirchenbaumeisters Hans Krumenauer, stattliches dreigeschossiges Wohnhaus zu fünf Obergeschossachsen, spätgotischer Treppengiebel mit aufgesetzten durchbrochenen Zinnen, 15. Jahrhundert, Räume im Erdgeschoss mit spätgotischen Netzrippengewölben, Rauputzdekor der Fassade von 1681; Innenhof mit spätgotischem Flügelbau; Torbogen an der Ländgasse; Giebel des Rückgebäudes an der Ländgasse mit gekuppelten Stichbogenöffnungen. (Geschütztes Kulturgut) | D-2-61-000-66  | weitere Bilder |
| Altstadt 85 (Standort)                                                                         | Wohn- und Geschäftshaus                                                 | dreigeschossiger Satteldachbau mit Volutengiebel, im Kern noch 18. Jahrhundert | D-2-61-000-68  | weitere Bilder |
| Altstadt 86, 86a (Standort)                                                                    | Wohn- und Geschäftshaus                                                 | dreigeschossiger, giebelständiger Satteldachbau, Fassade mit Rauputzdekor, 1. Hälfte 17. Jahrhundert | D-2-61-000-69  | weitere Bilder |
| Altstadt 87 (Standort)                                                                         | Wohn- und Geschäftshaus                                                 | viergeschossiger, giebelständiger Satteldachbau, 1878 | D-2-61-000-70  | weitere Bilder |
| Altstadt 89 (Standort)                                                                         | Wohn- und Geschäftshaus                                                 | viergeschossiger Treppengiebelbau, 2. Hälfte 19. Jahrhundert | D-2-61-000-72  | weitere Bilder |
| Altstadt 90 (Standort)                                                                         | Ehem. Gastwirtschaft                                                    | jetzt Wohnhaus, dreigeschossiger Giebelbau in neubarocken Formen, Ende 19. Jahrhundert | D-2-61-000-73  | weitere Bilder |
| Altstadt 91 (Standort)                                                                         | Wohn- und Geschäftshaus                                                 | dreigeschossiger Satteldachbau mit geschweiftem Knickgiebel, Nische mit Hausmadonna im 1. Obergeschoss, 2. Hälfte 19. Jahrhundert | D-2-61-000-74  | weitere Bilder |
| Altstadt 92 (Standort)                                                                         | Wohn- und Geschäftshaus                                                 | viergeschossiger und giebelständiger Satteldachbau, 2. Hälfte 19. Jahrhundert | D-2-61-000-75  | weitere Bilder |
| Altstadt 93 (Standort)                                                                         | Löwen-Apotheke                                                          | stattlicher dreigeschossiger Bau zu sechs Obergeschossachsen, im Kern 17./18. Jahrhundert, Giebel mit Schwalbenschwanzzinnen, 2. H. 19. Jahrhundert | D-2-61-000-76  | weitere Bilder |
| Altstadt 94, 95 (Standort)                                                                     | Wohn- und Geschäftshaus in Ecklage                                      | viergeschossig mit Walmdach, Fassade gegliedert durch Pilaster, erbaut von Johann Baptist Bernlochner, Mitte 19. Jahrhundert | D-2-61-000-77  | weitere Bilder |
| Altstadt 97 (Standort)                                                                         | Hl.-Geist-Spital                                                        | weitläufiger dreigeschossiger Gebäudekomplex mit Walmdach um einen geschlossenen rechteckigen Innenhof, 1208 erstmals urkundlich erwähnt, im Kern mittelalterlich, durchgreifender Umbau 1722–1728 durch die Baumeister Johann Georg Hirschstötter und Martin Ehehamb; mit Ausstattung; im Ostflügel Hauskapelle; mit Ausstattung u. a. von Wenzel und Christian Jorhan; im Westflügel sog. „Krankenkapelle“, heute Aussegnungsraum; mit Ausstattung; ehem. Scheune und Stallungen hinter der Vierflügelanlage liegend, wohl 2. H. 19. Jahrhundert. (Geschütztes Kulturgut) | D-2-61-000-78  | weitere Bilder |
| Altstadt 102 (Standort)                                                                        | Wohn- und Geschäftshaus in Ecklage                                      | dreigeschossiger Satteldachbau, Giebel in barocken Formen, äußere Erscheinung 2. Hälfte 19. Jahrhundert | D-2-61-000-79  | weitere Bilder |
| Altstadt 103 (Standort)                                                                        | Wohn- und Geschäftshaus                                                 | dreigeschossiger Satteldachbau, Giebel mit Schwalbenschwanzzinnen, 19. Jahrhundert | D-2-61-000-80  | weitere Bilder |
| Altstadt 104 (Standort)                                                                        | Wohn- und Geschäftshaus                                                 | dreigeschossiger Giebelbau mit neugotischen Zinnen, 1870 | D-2-61-000-81  | weitere Bilder |
| Altstadt 105 (Standort)                                                                        | Ehemalige Gastwirtschaft                                                | jetzt Wohn- und Geschäftshaus, dreigeschossiger Giebelbau mit dreistufiger Scheitelzinne, 2. Hälfte 19. Jahrhundert, im Kern wohl älter | D-2-61-000-82  | weitere Bilder |
| Altstadt 106 (Standort)                                                                        | Wohn- und Geschäftshaus                                                 | dreigeschossiger Bau mit leicht geschweiftem Giebel und Zinnen, wohl 19. Jahrhundert | D-2-61-000-83  | weitere Bilder |
| Altstadt 107 (Standort)                                                                        | „Gasthof zum Krenkl“                                                    | zweigeschossiger Bau mit geschweiftem Knickgiebel, 19. Jahrhundert | D-2-61-000-84  | weitere Bilder |
| Altstadt 108 (Standort)                                                                        | Wohn- und Geschäftshaus                                                 | viergeschossig, mit Volutengiebel, 2. Hälfte 19. Jahrhundert | D-2-61-000-85  | weitere Bilder |
| Altstadt 178 (Standort)                                                                        | Gasthof Moserbräu                                                       | Dreigeschossiger Walmdachbau zu sieben Obergeschossachsen, im Kern 17./18. Jahrhundert, Mitte 19. Jahrhundert umgestaltet; an der Hofseite Seitenflügel mit zweigeschossigem Laubengang | D-2-61-000-86  | weitere Bilder |
| Altstadt 180 (Standort)                                                                        | Wohn- und Geschäftshaus                                                 | stattlicher dreigeschossiger Bau mit Erker, Volutengiebel, kreuzgratgewölbter Tordurchfahrt und zweigeschossigem Anbau, im Kern spätgotisch, 15. Jahrhundert, sonst barock, 18. Jahrhundert | D-2-61-000-87  | weitere Bilder |
| Altstadt 191 (Standort)                                                                        | Wohn- und Geschäftshaus                                                 | dreigeschossiger Eckbau mit Volutengiebel, 19. Jahrhundert, im Kern wohl älter; Lauben mit Kreuzgratgewölben, 17. Jahrhundert | D-2-61-000-88  | weitere Bilder |
| Altstadt 192 (Standort)                                                                        | Wohn- und Geschäftshaus                                                 | dreigeschossiger schmaler Bau, Volutengiebel spitz abschließend, Lauben im Kern wohl 17./18. Jahrhundert, Fassade 19. Jahrhundert | D-2-61-000-89  | weitere Bilder |
| Altstadt 193 (Standort)                                                                        | Wohnhaus                                                                | viergeschossig, mit Volutengiebel, im Kern wohl 2. Hälfte 17. Jahrhundert, Fassade 2. Hälfte 19. Jahrhundert | D-2-61-000-90  | weitere Bilder |
| Altstadt 194 (Standort)                                                                        | Wohn- und Geschäftshaus                                                 | dreigeschossig mit Giebel in barocken Formen, Lauben mit Flachdecke, 1878 | D-2-61-000-91  | weitere Bilder |
| Altstadt 195, 196, 197 (Standort)                                                              | Gasthaus Ainmiller                                                      | stattlicher, dreigeschossiger Bau, durch Zusammenziehung dreier Häuser entstanden, im Kern 15. Jahrhundert, Lauben z. T. noch mit spätgotischem Kreuzrippengewölbe, neugotische Fassade mit Treppengiebeln von 1844, Umbauten 1877 und 1984 | D-2-61-000-92  | weitere Bilder |
| Altstadt 216 (Standort)                                                                        | Sog. Auerhaus                                                           | stattlicher dreigeschossiger Eckbau zu sieben Obergeschossachsen, geschweifter Giebel mit Zinnen, im Kern 2. Hälfte 15. Jahrhundert, sonst Neubau von 1878, Lauben und ein Erdgeschossraum mit spätgotischem Sterngewölbe | D-2-61-000-93  | weitere Bilder |
| Altstadt 217 (Standort)                                                                        | Bruderschaftshaus                                                       | Ehemaliges Grab-Christi-Bruderschaftshaus (1698–1807) | D-2-61-000-94  | weitere Bilder |
| Altstadt 218 (Standort)                                                                        | Ehemalige Neue Propstei des Kollegiatstifts St. Martin und St. Kastulus | stattlicher dreigeschossiger Bau mit Walmdach, Lauben mit Kreuzgratgewölben, errichtet 1710 von Wolfgang Eheham nach Entwurf des Graubündner Maurermeisters Antonio Riva von etwa 1683. (Geschütztes Kulturgut) | D-2-61-000-95  | weitere Bilder |
| Altstadt 252 (Standort)                                                                        | Wohn- und Geschäftshaus                                                 | dreigeschossiger Eckbau mit Zinnengiebel, Lauben mit Kreuzgratgewölben, Fassade mit Rauputzdekor, im Kern wohl um 1600 | D-2-61-000-96  | weitere Bilder |
| Altstadt 253 (Standort)                                                                        | Wohn- und Geschäftshaus                                                 | viergeschossiger Bau mit hochgezogener Attika, Fenster mit verschiedenen Verdachungen, Erdgeschoss mit Rustikaverkleidung und Lauben, z. T. mit Kreuzrippengewölben, im Kern 16./17. Jahrhundert | D-2-61-000-97  | weitere Bilder |
| Altstadt 254 (Standort)                                                                        | Wohn- und Geschäftshaus                                                 | viergeschossiger Bau mit Mezzaningeschoss und hochgezogener Attika, Lauben mit Kreuzgratgewölbe, im Kern 16./17. Jahrhundert | D-2-61-000-98  | weitere Bilder |
| Altstadt 255 (Standort)                                                                        | Wohn- und Geschäftshaus                                                 | dreigeschossig, mit Treppengiebel, Lauben mit Kreuzrippengewölben, im Kern wohl noch spätmittelalterlich | D-2-61-000-99  | weitere Bilder |
| Altstadt 256 (Standort)                                                                        | Wohn- und Geschäftshaus                                                 | dreigeschossig, Giebel mit Scheitelzinne, Lauben mit Kreuzgratgewölben, 2. Hälfte 19. Jahrhundert | D-2-61-000-100 | weitere Bilder |
| Altstadt 257 (Standort)                                                                        | Wohn- und Geschäftshaus                                                 | viergeschossiger Satteldachbau, giebelständig, Lauben mit Flachdecke, 2. Hälfte 19. Jahrhundert | D-2-61-000-101 | weitere Bilder |
| Altstadt 260 (Standort)                                                                        | Wohn- und Geschäftshaus                                                 | dreigeschossiger Bau mit Walmdach und vorgeblendeter Attika mit Mittelerhebung, Fassade auf Konsolen und mit Pilastergliederung, Lauben mit Kreuzgratgewölben, im Hof Galerie mit toskanischen Säulen, Ende 18. Jahrhundert, im Kern wohl älter. (Geschütztes Kulturgut) | D-2-61-000-104 | weitere Bilder |
| Altstadt 261 (Standort)                                                                        | Wohn- und Geschäftshaus                                                 | dreigeschossiger Satteldachbau mit Lauben, Giebel mit Scheitelzinne, Fassade 2. Hälfte 19. Jh., der Bau im Kern wohl älter | D-2-61-000-105 | weitere Bilder |
| Altstadt 262 (Standort)                                                                        | Wohn- und Geschäftshaus                                                 | viergeschossiges Eckhaus mit Treppengiebel, Lauben mit Flachdecke, 2. Hälfte 19. Jahrhundert | D-2-61-000-106 | weitere Bilder |
| Altstadt 295 (Standort)                                                                        | Wohn- und Geschäftshaus                                                 | dreigeschossiges Eckhaus, Laubengang mit Kreuzgratgewölbe, geschweifter Giebel mit Dreiecksaufsatz sowie Nische mit Hausfigur, 2. Hälfte 17. Jahrhundert | D-2-61-000-107 | weitere Bilder |
| Altstadt 296 (Standort)                                                                        | Wohn- und Geschäftshaus                                                 | stattlicher viergeschossiger Bau zu vier doppelten Obergeschossachsen, giebelständig, Mansarddach, Fassade gegliedert durch korinthische Pilaster, Lauben mit Flachdecke, baulich vereinigt 1897 | D-2-61-000-108 | weitere Bilder |
| Altstadt 297 (Standort)                                                                        | Wohn- und Geschäftshaus                                                 | viergeschossig mit barockem Giebel, Lauben mit Kreuzgratgewölben, im Kern 17./18. Jahrhundert | D-2-61-000-109 | weitere Bilder |
| Altstadt 298 (Standort)                                                                        | Wohn- und Geschäftshaus                                                 | viergeschossiger schmaler Bau mit Lauben mit Kreuzrippengewölben und neugotischem Zinnengiebel, 1877, im Kern spätmittelalterlich | D-2-61-000-110 | weitere Bilder |
| Altstadt 299 (Standort)                                                                        | Ehem. Patrizierhaus der Oberndorfer                                     | dreigeschossiger, sechsachsiger Bau mit barockem Giebel, im Kern mittelalterlich, Lauben mit spätgotischen Sterngewölben, barockes Treppenhaus; am Innenhof Flügelbauten mit mehrgeschossigen Arkaden, 1. Hälfte 17. Jahrhundert. (Geschütztes Kulturgut) | D-2-61-000-111 | weitere Bilder |
| Altstadt 299, 300 (Standort)                                                                   | „Grasbergerhaus“                                                        | ehemaliges Patrizierhaus der Oberndorfer, stattlicher dreigeschossiger Bau zu fünf Obergeschossachsen, Stufengiebel mit Blenden, erbaut 1453, Lauben mit spätgotischen Netzgewölben, Halle mit Mittelstütze und spätgotischen Netzgewölben im Erdgeschoss, „Fürstenkeller“ mit spätgotischen Kreuzrippengewölben. (Geschütztes Kulturgut) | D-2-61-000-112 | weitere Bilder |
| Altstadt 315 (Standort)                                                                        | Rathaus                                                                 | weitläufige Anlage, entstanden aus der Vereinigung dreier Häuser, Mittelbau 1380 als Rathaus erworben, 1452 um Eckhaus zur Grasgasse erweitert, 1570/71 mit Renaissanceerker umgestaltet, 1503 um das Patrizierhaus der Scharsacher mit dem 1475 belegten Tanzhaus erweitert, neugotische Fassade 1860/61 von Leonhard Schmidtner, Neugestaltung des Rathaussaals mit Wandmalereien 1882/83 von Georg Hauberrisser | D-2-61-000-113 | weitere Bilder |
| Altstadt 334 (Standort)                                                                        | Wohn- und Geschäftshaus                                                 | stattliches viergeschossiges Eckhaus mit Walmdach, um 1830 erbaut von Johann Baptist Bernlochner; im 1. Obergeschoss zwei Nischen mit den Hl. Florian und Christophorus | D-2-61-000-114 | weitere Bilder |
| Altstadt 335 (Standort)                                                                        | Wohn- und Geschäftshaus                                                 | dreigeschossiger Bau, geschweifter Giebel mit Dreiecksaufsatz, 1878 | D-2-61-000-115 | weitere Bilder |
| Altstadt 336 (Standort)                                                                        | Wohn- und Geschäftshaus                                                 | viergeschossiger schmaler Bau, barocker Giebel mit Dreiecksaufsatz, 2. Hälfte 18. Jahrhundert | D-2-61-000-116 | weitere Bilder |
| Altstadt 337 (Standort)                                                                        | Wohn- und Geschäftshaus                                                 | stattlicher viergeschossiger Bau zu fünf Obergeschossachsen, mit neugotischem Treppengiebel, 2. Hälfte 19. Jahrhundert | D-2-61-000-117 | weitere Bilder |
| Altstadt 338 (Standort)                                                                        | Wohnhaus                                                                | dreigeschossig, mit Treppengiebel, im Kern um 1500, Umbau 1939. | D-2-61-000-632 | weitere Bilder |
| Altstadt 339 (Standort)                                                                        | Rosen-Apotheke                                                          | dreigeschossiges Wohnhaus mit neugotischem Treppengiebel, 2. Hälfte 19. Jahrhundert | D-2-61-000-118 | weitere Bilder |
| Altstadt 357, 359 (Standort)                                                                   | Wohn- und Geschäftshaus                                                 | durch Zusammenlegung dreier ursprünglich getrennter Hausparzellen als Kaufmannshaus entstanden, sehr stattliches, viergeschossiges Eckhaus, gestaffelter Stufengiebel mit Voluten, reich gegliederter Fassade im Stil der Neurenaissance, 1879. (Geschütztes Kulturgut) | D-2-61-000-119 | weitere Bilder |
| Altstadt 360 (Standort)                                                                        | Wohn- und Geschäftshaus                                                 | viergeschossiger Walmdachbau, im Kern Mitte 16. Jahrhundert, Fassade mit toskanischer Pilastergliederung, Ende 19. Jahrhundert | D-2-61-000-120 | weitere Bilder |
| Altstadt 362, 363 (Standort)                                                                   | Gasthof Kollerbräu                                                      | viergeschossiger Bau zu sechs Obergeschossachsen, traufständig, durchgreifender Umbau 1881 | D-2-61-000-121 | weitere Bilder |
| Altstadt 365 (Standort)                                                                        | Wohn- und Geschäftshaus                                                 | dreigeschossiger schmaler Bau, Giebel mit rundbogigem Abschluss, nach 1865 | D-2-61-000-122 | weitere Bilder |
| Altstadt 366 (Standort)                                                                        | Wohn- und Geschäftshaus                                                 | dreigeschossig, giebelständig, wohl 1878 | D-2-61-000-123 | weitere Bilder |
| Altstadt 367 (Standort)                                                                        | Wohn- und Geschäftshaus                                                 | dreigeschossig mit geschweiftem Giebel, 1. Hälfte 18. Jahrhundert | D-2-61-000-124 | weitere Bilder |
| Altstadt 368 (Standort)                                                                        | Wohn- und Geschäftshaus                                                 | dreigeschossig, geschweifter Giebel mit Zinnen, 2. Hälfte 17. Jahrhundert | D-2-61-000-125 | weitere Bilder |
| Altstadt 369 (Standort)                                                                        | Wohn- und Geschäftshaus                                                 | stattlicher dreigeschossiger Eckbau, Volutengiebel, mit Hausmadonna, erbaut 1683 von Antonio Riva und Victor Thoni für Handelsmann David Oppenrieder; Hofflügel und Rückgebäude um Innenhof mit Holzgalerien und Balusterbrüstungen; Ziehbrunnen | D-2-61-000-126 | weitere Bilder |
| Altstadt 388 (Standort)                                                                        | Gasthof Kochwirt                                                        | stattliches zweigeschossiges Eckhaus mit gestaffeltem Volutengiebel, bez. 1782 | D-2-61-000-127 | weitere Bilder |
| Altstadt 389 (Standort)                                                                        | Wohn- und Geschäftshaus                                                 | dreigeschossig mit einfachem Dreieckgiebel, nach 1800 | D-2-61-000-128 | weitere Bilder |
| Altstadt 390 (Standort)                                                                        | Wohn- und Geschäftshaus                                                 | dreigeschossig, Giebel mit Scheitelzinne, 2. Hälfte 19. Jahrhundert | D-2-61-000-129 | weitere Bilder |
| Altstadt 391 (Standort)                                                                        | Wohn- und Geschäftshaus                                                 | dreigeschossiger Satteldachbau, Giebel mit Zinnen, 1612 (dendro. dat.). | D-2-61-000-130 | weitere Bilder |
| Altstadt 392 (Standort)                                                                        | Wohn- und Geschäftshaus                                                 | dreigeschossiger und fünfachsiger Eckbau mit geschweiftem Knickgiebel, Dachwerk 1478 (dendro. dat.), einhüftige Aufstockung an nördlicher Traufseite 1730 (dendro. dat.). | D-2-61-000-131 | weitere Bilder |
| Altstadt; Dreifaltigkeitsplatz (Standort)                                                      | Denkmal für Herzog Ludwig den Reichen                                   | Bronzefigur auf Granitsteinsockel, gefertigt von Ferdinand von Miller d. Ä. nach Entwurf von Friedrich Brugger, bez. 1858 | D-2-61-000-179 | weitere Bilder |
| Altstadt; Dreifaltigkeitsplatz (Standort)                                                      | Gusseiserne Lichtmasten                                                 | Sog. „Bischofsstäbe“, vor den Häusern Altstadt 33, 69, 77, 87, und 296, aufgestellt um 1860 bei der Einführung der Gasbeleuchtung. Heute eingelagert bei den Stadtwerken Landshut. | D-2-61-000-39  | weitere Bilder |

### B
| Lage                                                            | Objekt                 | Beschreibung | Akten-Nr.      | Bild           |
| --------------------------------------------------------------- | ---------------------- | --- | -------------- | -------------- |
| Badstraße 3 (Standort)                                          | Ehemalige Schleifmühle | 1878–1978 sog. Rauchensteiner Säge, zweigeschossiger Satteldachbau mit Mittelrisalit, Mitte 19. Jahrhundert | D-2-61-000-135 | weitere Bilder |
| Badstraße 4 (Standort)                                          | Stadel                 | freistehender, dreigeschossiger, geschlämmter Backsteinbau mit Satteldach, im Kern wohl noch 16. Jahrhundert | D-2-61-000-136 | weitere Bilder |
| Bauhofstraße 1 (Standort)                                       | Ehemaliger Bräustadel  | zweigeschossiger Massivbau mit steilem Satteldach, 16./17. Jahrhundert | D-2-61-000-139 | weitere Bilder |
| Bindergasse 489 (Standort)                                      | Wohnhaus               | zweigeschossig, geschweifter Giebel mit Dreiecksaufsatz, 18. Jahrhundert | D-2-61-000-143 | weitere Bilder |
| Bindergasse 490 (Standort)                                      | Wohnhaus               | dreigeschossiger Giebelbau mit eckiger Scheitelzinne, 1877 | D-2-61-000-144 | weitere Bilder |
| Bindergasse 491 (Standort)                                      | Wohnhaus               | zweigeschossiger Giebelbau mit Scheitelzinne, 2. Hälfte 19. Jahrhundert | D-2-61-000-145 | weitere Bilder |
| Bindergasse 492 (Standort)                                      | Wohnhaus               | dreigeschossig, mit geschweiftem Knickgiebel, neubarock, 1880 | D-2-61-000-146 | weitere Bilder |
| Bindergasse 493 (Standort)                                      | Wohnhaus               | zweigeschossiger Giebelbau mit Scheitelzinne, im Kern wohl noch 17. Jahrhundert | D-2-61-000-147 | weitere Bilder |
| Bischof-Sailer-Platz 537; Neustadt 534; Neustadt 535 (Standort) | Ursulinenkloster       | Ursulinenkirche, kleiner Bau mit halbrund geschlossenem Chor, im Langhaus Stichkappentonne, erbaut 1671–1679; mit Ausstattung; Klostergebäude, einfache mehrgeschossige Barockanlage um zwei geschlossene Innenhöfe, zwei Gebäudeflügel erbaut 1671–1686, ein weiterer 1710–1715, Trakt zum Bischof-Sailer-Platz 1884, Aufstockung des Traktes an der Neustadt 1887; mit Ausstattung. (Geschütztes Kulturgut) | D-2-61-000-421 | weitere Bilder |
| Nähe Brühfeldweg (Standort)                                     | Wegkreuz               | Dreinageltypus, Holz, gefasst, 19./20. Jh. | D-2-61-000-158 | weitere Bilder |

### C
| Lage                                                             | Objekt                | Beschreibung | Akten-Nr.      | Bild           |
| ---------------------------------------------------------------- | --------------------- | --- | -------------- | -------------- |
| Christoph-Dorner-Straße 4; Christoph-Dorner-Straße 4c (Standort) | Ehemalige Tabakfabrik | Später Schlosserei Ussar, mehrgliedriger Gebäudekomplex, teilweise mit reichem Stuckdekor, zweite Hälfte 19. Jahrhundert | D-2-61-000-159 | weitere Bilder |

### D
| Lage                                | Objekt                                    | Beschreibung | Akten-Nr.      | Bild           |
| ----------------------------------- | ----------------------------------------- | --- | -------------- | -------------- |
| Dreifaltigkeitsplatz 1a (Standort)  | Wohnhaus                                  | dreigeschossiger Traufseitbau mit Eckerkern, Zwerchhaus und Treppengiebeln, von Johann Baptist Bernlochner, 1843; Brunnentrog, bez. 1739; Teilstück der Stadtmauer, etwa 3,5 m hoch, zur Straße etwa 5–6 m hoch, 14./15. Jahrhundert, im Kern wohl älter | D-2-61-000-161 | weitere Bilder |
| Dreifaltigkeitsplatz 4 (Standort)   | Wohnhaus                                  | viergeschossiger Satteldachbau mit Zinnengiebel, wohl 16. Jahrhundert; Nische mit Hausmadonna | D-2-61-000-164 | weitere Bilder |
| Dreifaltigkeitsplatz 5 (Standort)   | Wohn- und Geschäftshaus                   | viergeschossiger Satteldachbau mit Zinnengiebel, wohl 16. Jahrhundert | D-2-61-000-165 | weitere Bilder |
| Dreifaltigkeitsplatz 6 (Standort)   | Wohn- und Geschäftshaus                   | viergeschossiger Satteldachbau mit Zinnengiebel, um 1600 | D-2-61-000-166 | weitere Bilder |
| Dreifaltigkeitsplatz 7 (Standort)   | Wohn- und Geschäftshaus                   | zweigeschossiger Satteldachbau mit geschweiftem Giebel, wohl Anfang 19. Jahrhundert | D-2-61-000-167 | weitere Bilder |
| Dreifaltigkeitsplatz 8 (Standort)   | Wohn- und Geschäftshaus                   | dreigeschossiger Satteldachbau mit Zinnengiebel, um 1900 | D-2-61-000-168 | weitere Bilder |
| Dreifaltigkeitsplatz 9 (Standort)   | Wohnhaus                                  | viergeschossig, mit von Pilastern getragenem Dreiecksgiebel und Voluten, wohl Ende 19. Jahrhundert | D-2-61-000-169 | weitere Bilder |
| Dreifaltigkeitsplatz 10 (Standort)  | Wohn- und Geschäftshaus                   | viergeschossiger Satteldachbau mit Volutengiebel, wohl Ende 19. Jahrhundert | D-2-61-000-170 | weitere Bilder |
| Dreifaltigkeitsplatz 12 (Standort)  | Wohn- und Geschäftshaus                   | dreigeschossiger Satteldachbau mit Zinnengiebel und Fassadengliederung in Rauputz, um 1600 | D-2-61-000-171 | weitere Bilder |
| Dreifaltigkeitsplatz 13 (Standort)  | Wohn- und Geschäftshaus                   | Dreigeschossiger Satteldachbau mit Schweifgiebel, Zweite Hälfte 17. Jahrhundert; Rückgebäude mit dreigeschossigen Arkaden; westliche Begrenzung des Grundstücks Rest der Stadtmauer, etwa 1,5 m hoch, 14./15. Jahrhundert, im Kern wohl älter            | D-2-61-000-172 | weitere Bilder |
| Dreifaltigkeitsplatz 14 (Standort)  | Wohn- und Geschäftshaus                   | viergeschossiger, schmaler Satteldachbau mit Schweifgiebel, 18. Jahrhundert | D-2-61-000-173 | weitere Bilder |
| Dreifaltigkeitsplatz 15 (Standort)  | Gasthof „Drei Helmen“                     | zweigeschossiger Satteldachbau mit Schweifgiebel, 16. Jahrhundert und 18. Jahrhundert; westliche Begrenzung des Grundstücks Rest der mittelalterlichen Stadtmauer, etwa 1,2 m hoch, 14./15. Jahrhundert                                                  | D-2-61-000-174 | weitere Bilder |
| Dreifaltigkeitsplatz 16 (Standort)  | Wohn- und Geschäftshaus                   | dreigeschossiger, traufseitiger Satteldachbau, 2. Hälfte 18. Jahrhundert | D-2-61-000-175 | weitere Bilder |
| Dreifaltigkeitsplatz 175 (Standort) | Ehem. Stadthaus der Freiherren von Closen | dreigeschossiges Eckhaus mit Zinnengiebel; östlicher Anbau ehem. Teil der Trausnitzbefestigung, im Kern mittelalterlich | D-2-61-000-176 | weitere Bilder |
| Dreifaltigkeitsplatz 176 (Standort) | Wohn- und Geschäftshaus                   | viergeschossiger Walmdachbau, Ende 19. Jahrhundert; erbaut an der Stelle der Anfang des 19. Jahrhunderts abgebrochenen Dreifaltigkeitskirche | D-2-61-000-177 | weitere Bilder |
| Dreifaltigkeitsplatz 177 (Standort) | Ehem. herzoglicher Hofkasten              | nach 1857 königliches Landgericht, mächtiger langgestreckter Satteldachbau, dreigeschossig, erbaut 1468/70, Umbau im neugotischen Stil, 1857, Dachwerk spätgotisch                                                                                       | D-2-61-000-178 | weitere Bilder |

### F
| Lage                                   | Objekt                                   | Beschreibung | Akten-Nr.      | Bild                    |
| -------------------------------------- | ---------------------------------------- | --- | -------------- | ----------------------- |
| Fischergasse 658, 659 (Standort)       | Wohnhaus                                 | zweigeschossiger traufständiger Satteldachbau, im Kern wohl noch 17. Jahrhundert | D-2-61-000-181 | weitere Bilder          |
| Fischergasse 660 (Standort)            | Ehem. Speicher                           | zweigeschossiger Massivbau mit Satteldach, wohl um 1800 | D-2-61-000-182 | weitere Bilder          |
| Fischergasse 668 (Standort)            | Wohnhaus                                 | zweigeschossiger Satteldachbau, Fassade im Stil der Neurenaissance mit Flacherker, 1897 | D-2-61-000-183 | weitere Bilder          |
| Freyung 592 (Standort)                 | Katholische Stadtpfarrkirche St. Jodok   | gotische Basilika mit polygonalem Chor, Krypta, Langhauskapellen und Westturm, Mitte 14. bis Mitte 15. Jahrhundert, An- und Umbauten Mitte 19. Jahrhundert; mit Ausstattung. | D-2-61-000-267 | weitere Bilder          |
| Freyung 593, 596, 597, 601a (Standort) | St.-Jodoks-Stift (Asyl)                  | viergeschossiger Baukomplex, 1891–1907, Fassade zum Teil mit Jugendstildekor; Toreinfahrt und Zugänge noch aus der Erbauungszeit | D-2-61-000-184 | St.-Jodoks-Stift (Asyl) |
| Freyung 601 (Standort)                 | Wohnhaus                                 | zweigeschossiger Giebelbau, mit gedoppeltem Schweifgiebel und rundbogigen Zinnen, 1. Hälfte 17. Jahrhundert | D-2-61-000-185 | weitere Bilder          |
| Freyung 602 (Standort)                 | Wohnhaus                                 | viergeschossiger Giebelbau mit Neurenaissancefassade, wohl 1879 | D-2-61-000-186 | weitere Bilder          |
| Freyung 603 (Standort)                 | Wohnhaus                                 | viergeschossiger Satteldachbau, mit geschweiftem Knickgiebel, um 1900 | D-2-61-000-187 | weitere Bilder          |
| Freyung 606 (Standort)                 | Wohnhaus                                 | zweigeschossiger, breitgelagerter Satteldachbau mit spätgotischem Zinnengiebel, um 1500 | D-2-61-000-188 | weitere Bilder          |
| Freyung 607 (Standort)                 | Wohnhaus                                 | dreigeschossig, mit Mansardwalmdach und Dreiecksgiebel, Balkon mit gusseisernem Ziergitter, 1880 | D-2-61-000-189 | weitere Bilder          |
| Freyung 610 (Standort)                 | Wohnhaus                                 | zweigeschossiger Giebelbau mit Satteldach, 1878 | D-2-61-000-190 | weitere Bilder          |
| Freyung 612 (Standort)                 | Wohnhaus                                 | dreigeschossiges Eckhaus mit Satteldach, im Kern wohl Mitte 19. Jahrhundert | D-2-61-000-191 | weitere Bilder          |
| Freyung 615 (Standort)                 | Wohnhaus                                 | langgestreckter dreigeschossiger Walmdachbau in Traufstellung zu neun Achsen, 1885 | D-2-61-000-192 | weitere Bilder          |
| Freyung 616 (Standort)                 | Wohnhaus                                 | zweigeschossiges Eckhaus mit Walmdach, 1. Hälfte 19. Jahrhundert | D-2-61-000-193 | weitere Bilder          |
| Freyung 616a (Standort)                | Wohnhaus                                 | zweigeschossiger Satteldachbau, mit geschweiftem Knickgiebel und polygonalen Aufsätzen, 2. Hälfte 19. Jahrhundert | D-2-61-000-196 | weitere Bilder          |
| Freyung 616b (Standort)                | Wohnhaus                                 | zweigeschossiger Satteldachbau, mit Scheitelzinne, wohl Mitte 19. Jahrhundert | D-2-61-000-194 | weitere Bilder          |
| Freyung 618 (Standort)                 | Villa                                    | zweigeschossiger Mansarddachbau, spätklassizistisch, 1885 von Josef Niederöcker; gemauerte Einfriedung mit schmiedeeisernem Gitter; zweigeschossiges Nebengebäude mit Walmdach, bez. 1917; ehemalige Klostermauer als südliche Umfriedung | D-2-61-000-195 | weitere Bilder          |
| Freyung 619, 620 (Standort)            | Kolpinghaus                              | traufständiger Bau mit drei Zwerchhäusern, dreigeschossig, mit Rauputzdekor, erbaut 1925 nach Plänen des Münchner Architekten Theodor Mayr | D-2-61-000-197 | weitere Bilder          |
| Freyung 621 (Standort)                 | Wohnhaus                                 | dreigeschossig, mit neubarockem Giebel und Erker, bez. 1901 | D-2-61-000-198 | weitere Bilder          |
| Freyung 622 (Standort)                 | Wohnhaus                                 | dreigeschossig, mit Treppengiebel, 1894 | D-2-61-000-199 | weitere Bilder          |
| Freyung 623 (Standort)                 | Wohnhaus                                 | dreigeschossig mit neubarockem Giebel, am Kastenerker Stuckmedaillon mit Drachenkampf des Hl. Georg, 1881 | D-2-61-000-200 | weitere Bilder          |
| Freyung 624 (Standort)                 | Wohnhaus                                 | Wohnhaus, dreigeschossig mit geschweiftem neubarocken Knickgiebel, um 1900 | D-2-61-000-201 | weitere Bilder          |
| Freyung 625 (Standort)                 | Wohnhaus                                 | zweigeschossig, mit geschweiftem neubarocken Knickgiebel, Fassadennische mit Hl. Familie, um 1900 | D-2-61-000-202 | weitere Bilder          |
| Freyung 627 (Standort)                 | Wohnhaus                                 | zweigeschossiger Satteldachbau in Giebelstellung, 1470/71 (dendro. dat.), Überformungen 2. Hälfte 19. Jahrhundert | D-2-61-000-204 | weitere Bilder          |
| Freyung 629 (Standort)                 | Zentrale des Pfarrverbandes Stadtkirche  | stattlicher zweigeschossiger Walmdachbau, Barockportal von 1747; mit Ausstattung. Ehem. Kath. Pfarrhof St. Jodok. | D-2-61-000-205 | weitere Bilder          |
| Freyung 630 (Standort)                 | Ehem. Franziskanerinnenkloster Hl. Kreuz | gegründet um 1460, aufgehoben 1802, jetzt Teil des Hans-Carossa-Gymnasiums sowie des Staatl. Studienseminars; Ehem. Klostergebäude, Vierflügelanlage um einen geschlossenen Innenhof, mit barockem Brunnen, 1698–1701; Ehem. Klosterkirche, einschiffig, barock, erbaut von Philipp Plank, 1698–1701, nach Wiederherstellung im Jahr 1957 heute Aula des Gymnasiums und Konzertraum; Rest der mittelalterlichen Stadtmauer, stark abgeschrägter Mauerstumpf, etwa 2, 5 m hoch, weiterer Verlauf in Richtung Südwesten, etwa 4 m hoch, 14./15. Jh. | D-2-61-000-206 | weitere Bilder          |
| Freyung 631 (Standort)                 | Gasthaus zum Riebelwirt                  | L-förmiger zweigeschossiger Traufseitbau, hohes Satteldach mit angesetzten Dachgauben, 1878; im Hof und an der Ostseite des Grundstücks Reste der mittelalterlichen Stadtmauer, 14./15. Jahrhundert | D-2-61-000-207 | weitere Bilder          |

### G
| Lage                                    | Objekt                  | Beschreibung | Akten-Nr.      | Bild           |
| --------------------------------------- | ----------------------- | --- | -------------- | -------------- |
| Grasgasse 320 (Standort)                | Wohn- und Geschäftshaus | dreigeschossiger, zur Straße giebelständiger Satteldachbau mit Seiten- und Rückflügel um einen kleinen Innenhof, 17./18. Jh., im 19. Jh. umgebaut; dazugehöriges Rückgebäude, zweigeschossiger Satteldachbau, 17./18. Jh. | D-2-61-000-672 | BW             |
| Grasgasse 321 (Standort)                | Wohn- und Geschäftshaus | zweigeschossiger Satteldachbau, neugotischer Treppengiebel mit Maßwerkblenden, 2. Hälfte 19. Jahrhundert | D-2-61-000-215 | weitere Bilder |
| Grasgasse 322; Nähe Neustadt (Standort) | Wohn- und Geschäftshaus | viergeschossiger Walmdachbau mit reich stuckierter Fassade und Wappenkartuschen, bez. 1873 | D-2-61-000-216 | weitere Bilder |
| Grasgasse 324, 325 (Standort)           | Wohn- und Geschäftshaus | dreigeschossiger und traufständiger Satteldachbau, 19. Jahrhundert | D-2-61-000-218 | weitere Bilder |
| Grasgasse 329 (Standort)                | Wohn- und Geschäftshaus | dreigeschossiger Satteldachbau, Giebel mit Scheitelzinne, Mitte 19. Jahrhundert | D-2-61-000-219 | weitere Bilder |
| Grasgasse 330 (Standort)                | Wohn- und Geschäftshaus | dreigeschossiger Satteldachbau mit spätgotischem Zinnengiebel, wohl noch 2. Hälfte 15. Jahrhundert | D-2-61-000-220 | weitere Bilder |
| Grasgasse 333 (Standort)                | Wohn- und Geschäftshaus | dreigeschossiger traufständiger Bau mit Mezzaningeschoss und reich profilierter Zeilenfassade, 1. Hälfte 19. Jahrhundert                                                                                                  | D-2-61-000-221 | weitere Bilder |

### H
| Lage                              | Objekt                                     | Beschreibung | Akten-Nr.      | Bild           |
| --------------------------------- | ------------------------------------------ | --- | -------------- | -------------- |
| Harnischgasse 34 (Standort)       | Wohn- und Geschäftshaus                    | fünfgeschossiger und traufständiger Bau mit stuckierten Fensterrahmungen und Bandelwerkdekor, wohl Ende 18. Jahrhundert | D-2-61-000-227 | weitere Bilder |
| Harnischgasse 36 (Standort)       | Wohnhaus                                   | dreigeschossiger Mansarddachbau, 1897; bildet zusammen mit Ländgasse 37–38 einen Häuserkomplex, siehe dort | D-2-61-000-228 | weitere Bilder |
| Heilig-Geist-Gasse 393 (Standort) | Wachturm                                   | Mittelalterliche Stadtbefestigung der 2. Hälfte des 13. Jh., Stadterweiterung nach Norden; ehem. Stadtmauerturm, erhaltene Außenmauern in den beiden unteren Geschossen des Wohnhauses, an der südlichen Außenmauer Reste der dazugehörigen Stadtmauer, 2. Hälfte 13. Jh.; weitere erhaltene Stadtmauerzüge einer Stadterweiterung nach Norden, 2. Hälfte 13. Jh. | D-2-61-000-788 | BW             |
| Heilig-Geist-Gasse 394 (Standort) | Ehem. katholische Spitalkirche Heiliggeist | spätgotische Hallenkirche mit Hallenumgangschor und ausspringendem Nordturm, erbaut von Hans von Burghausen und Hans Stethaimer, 1407 bis 1461; mit Ausstattung. (Geschütztes Kulturgut) | D-2-61-000-229 | weitere Bilder |
| Heilig-Geist-Gasse 415 (Standort) | Wohn- und Geschäftshaus                    | gotischer Traufseitbau, zweigeschossiger und verputzter Blockbau mit steilem Satteldach, 1478/79 (dendro. dat.), später überformt und Außenwände teilweise ausgemauert | D-2-61-000-733 | weitere Bilder |
| Heilig-Geist-Gasse 419 (Standort) | Wohn- und Geschäftshaus                    | dreigeschossig, Giebel mit aufgesetzten Zierknospen, 2. Hälfte 19. Jahrhundert | D-2-61-000-148 | weitere Bilder |
| Herrngasse 375 (Standort)         | Ehem. Speicher                             | zweigeschossiger Massivbau mit Zinnengiebel, wohl um 1680 | D-2-61-000-230 | weitere Bilder |
| Herrngasse 378 (Standort)         | Wohn- und Geschäftshaus                    | zweigeschossiger Mansarddachbau mit Schweifgiebel, 1886 | D-2-61-000-231 | weitere Bilder |
| Herrngasse 382 (Standort)         | Wohn- und Geschäftshaus                    | zweigeschossiger Satteldachbau mit Scheitelzinne, 1883, Tor mit schmiedeeisernem Gitter und Schlosserschild | D-2-61-000-235 | weitere Bilder |
| Herrngasse 384 (Standort)         | Hausfigur am zweiten Obergeschoss          | wohl 19. Jahrhundert | D-2-61-000-236 | weitere Bilder |

### I
| Lage                                                            | Objekt                                     | Beschreibung | Akten-Nr.      | Bild                    |
| --------------------------------------------------------------- | ------------------------------------------ | --- | -------------- | ----------------------- |
| Innere Münchener Straße 2 (Standort)                            | Amtsgebäude                                | viergeschossiger Walmdachbau mit Mezzaningeschoss, Ziergiebel und stuckierter Fassadengliederung, 1897 | D-2-61-000-237 | weitere Bilder          |
| Innere Münchener Straße 4; Innere Münchener Straße 2 (Standort) | Ehemaliges Amts- und Landgerichtsgefängnis | Dreiflügelbau mit zweigeschossigem Mittelteil und fünfgeschossigen Zellentrakten, verputzte Ziegelbauten mit Walmdächern und Eckturm, 1907; Ringmauer, verputzte Ziegelmauer mit Bedachung, gleichzeitig. | D-2-61-000-717 | weitere Bilder          |
| Innere Münchener Straße 6 (Standort)                            | Gasthaus Ludwigshöhe                       | viergeschossiger Eckbau mit neubarocken Zwerchhäusern, Erkern und Ecktürmchen, 1900 | D-2-61-000-238 | weitere Bilder          |
| Innere Münchener Straße 8 (Standort)                            | Wohnhaus                                   | dreigeschossiger und traufständiger Mansarddachbau, Ende 19. Jahrhundert | D-2-61-000-239 | weitere Bilder          |
| Innere Münchener Straße 10 (Standort)                           | Mietshaus                                  | dreigeschossiger Mansarddachbau mit neubarockem Giebel und Mittelachsenerker, um 1900 | D-2-61-000-240 | weitere Bilder          |
| Innere Münchener Straße 25 (Standort)                           | Wohn- und Verwaltungsbau                   | dreigeschossiger Satteldachbau mit Putzgliederung, 2. Hälfte 19. Jahrhundert; langgestreckter zweigeschossiger Werkraum, 2. Hälfte 19. Jahrhundert                                                        | D-2-61-000-241 | weitere Bilder          |
| Innere Münchener Straße 49 (Standort)                           | XXIV. Burgfriedenssäule                    | mit gemaltem Wappen, nach 1780, steht am Berghang, auf halber Höhe zwischen der Inneren Münchner Straße und der Einmündung Kellerstraße                                                                   | D-2-61-000-18  | XXIV. Burgfriedenssäule |
| Isargestade 726 (Standort)                                      | Wohnhaus                                   | dreigeschossiger Mansarddachbau mit Eckerker, 19. Jahrhundert | D-2-61-000-242 | weitere Bilder          |
| Isargestade 729 (Standort)                                      | Wohn- und Geschäftshaus                    | zweigeschossiger Satteldachbau mit geschweiftem Giebel, nach 1809 | D-2-61-000-243 | weitere Bilder          |
| Isargestade 731 (Standort)                                      | Wohn- und Geschäftshaus                    | zweigeschossiger Satteldachbau mit geschweiftem Giebel und kleiner Scheitelzinne, nach 1809 | D-2-61-000-245 | weitere Bilder          |
| Isargestade 732 (Standort)                                      | Wohn- und Geschäftshaus                    | dreigeschossiger Satteldachbau mit Vorschussmauer, 1. Hälfte 19. Jahrhundert, im Kern älter, Fassade Mitte 20. Jahrhundert erneuert                                                                       | D-2-61-000-246 | weitere Bilder          |
| Isargestade 733 (Standort)                                      | Wohn- und Geschäftshaus                    | zweigeschossiger Satteldachbau mit Zinnengiebel, 16./17. Jahrhundert | D-2-61-000-247 | weitere Bilder          |
| Isargestade 734 (Standort)                                      | Wohn- und Geschäftshaus                    | zweigeschossiger Satteldachbau mit mehrfach geschweiftem Giebel, um 1920 | D-2-61-000-248 | weitere Bilder          |
| Isargestade 735 (Standort)                                      | Mietshaus                                  | dreigeschossiger Satteldachbau mit geschweiftem Knickgiebel und Flacherker, neubarock, 1910 von Baumeister Michael Eder                                                                                   | D-2-61-000-249 | weitere Bilder          |
| Isargestade 736 (Standort)                                      | Finanzamt                                  | langgestreckter dreigeschossiger Satteldachbau, traufständig mit Dreiecksgiebel und Wappenkartusche, nach 1752, Umbau 1899                                                                                | D-2-61-000-250 | weitere Bilder          |
| Isargestade 738 (Standort)                                      | Wohnhaus                                   | dreigeschossiger abgewalmter Satteldachbau mit Blendfassade, von Sigmund Niederöcker, um 1890 | D-2-61-000-252 | weitere Bilder          |
| Isargestade 742 (Standort)                                      | Ehem. Hacklberger Bierstüberl zum Maxwehr  | dreigeschossiger Satteldachbau mit geschweiftem Volutengiebel, 1903 | D-2-61-000-253 | weitere Bilder          |
| Isargestade 743 (Standort)                                      | Wohnhaus                                   | zweigeschossiger Satteldachbau, Giebel mit segmentbogigem Aufsatz, 19. Jahrhundert | D-2-61-000-254 | weitere Bilder          |
| Isarpromenade 3 (Standort)                                      | Wohnhaus                                   | erdgeschossig, mit Krüppelwalmdach, 18. Jahrhundert | D-2-61-000-257 | weitere Bilder          |

### J
| Lage                        | Objekt                           | Beschreibung | Akten-Nr.      | Bild           |
| --------------------------- | -------------------------------- | --- | -------------- | -------------- |
| Jodoksgasse 583 (Standort)  | Wohn- und Geschäftshaus          | dreigeschossiger Eckbau mit Walmdach, 1878                                                                          | D-2-61-000-258 | weitere Bilder |
| Jodoksgasse 584 (Standort)  | Wohnhaus                         | dreigeschossiger traufständiger Mansarddachbau mit geschweiftem Zwerchgiebel, Anfang 20. Jahrhundert                | D-2-61-000-259 | weitere Bilder |
| Jodoksgasse 585 (Standort)  | Ehem. Handwerkerhaus             | eingeschossiger giebelständiger Satteldachbau mit Scheitelzinne, wohl Mitte 19. Jahrhundert                         | D-2-61-000-260 | weitere Bilder |
| Jodoksgasse 586 (Standort)  | Wohnhaus                         | dreigeschossiger Mansarddachbau mit Flacherker und geschweiftem Zwerchgiebel, um 1900                               | D-2-61-000-261 | weitere Bilder |
| Jodoksgasse 587 (Standort)  | Wohnhaus                         | zweigeschossiger Satteldachbau mit rund abschließendem Giebel, 1857                                                 | D-2-61-000-262 | weitere Bilder |
| Jodoksgasse 588 (Standort)  | Ehem. Gaststätte zum Bierbrunnen | dreigeschossiger Mansarddachbau mit Stuckfassade, Ende 19. Jahrhundert                                              | D-2-61-000-263 | weitere Bilder |
| Jodoksgasse 588a (Standort) | Wohnhaus                         | viergeschossiger Walmdachbau, 2. Hälfte 19. Jahrhundert                                                             | D-2-61-000-264 | weitere Bilder |
| Jodoksgasse 589 (Standort)  | Wohnhaus                         | dreigeschossiger Satteldachbau mit Zinnengiebel, Wandnische mit Madonnenfigur, wohl 2. Hälfte 19. Jahrhundert       | D-2-61-000-265 | weitere Bilder |
| Jodoksgasse 591 (Standort)  | Wohnhaus                         | zweigeschossiger Satteldachbau in Ecklage, mit hoher Giebelfront zur Freyung hin, im Kern wohl noch 17. Jahrhundert | D-2-61-000-266 | weitere Bilder |

### K
| Lage                                      | Objekt                            | Beschreibung | Akten-Nr.      | Bild           |
| ----------------------------------------- | --------------------------------- | --- | -------------- | -------------- |
| Kirchgasse 226 (Standort)                 | Wohnhaus                          | Dreigeschossiger traufständiger Satteldachbau mit Erker und Zwerchgiebel, zweite Hälfte 19. Jahrhundert, Hausfigur (Immaculata), geschnitzte Holztüre am Hauseingang, um 1700, angeblich aus dem früheren Franziskanerkloster                               | D-2-61-000-272 | weitere Bilder |
| Kirchgasse 227 (Standort)                 | Wohnhaus                          | viergeschossiger Walmdachbau mit klassizistischer Putzgliederung, 1897 | D-2-61-000-273 | weitere Bilder |
| Kirchgasse 228 (Standort)                 | Wohnhaus                          | dreigeschossiger Walmdachbau, um 1830 | D-2-61-000-274 | weitere Bilder |
| Kirchgasse 229 (Standort)                 | Wohnhaus                          | dreigeschossiger Satteldachbau mit geschweiftem Giebel und Dreiecksaufsatz, wohl 1. Hälfte 17. Jahrhundert | D-2-61-000-275 | weitere Bilder |
| Kirchgasse 230 (Standort)                 | Wohnhaus                          | dreigeschossiger Walmdachbau, im Kern wohl 18. Jahrhundert | D-2-61-000-276 | weitere Bilder |
| Kirchgasse 231 (Standort)                 | Wohnhaus                          | dreigeschossiger Walmdachbau, wohl Mitte 19. Jahrhundert | D-2-61-000-277 | weitere Bilder |
| Kirchgasse 232 (Standort)                 | Katholisches Pfarrhaus St. Martin | Dreigeschossiger Walmdachbau, Portal flankiert von Atlanten, Fenster mit geohrten Rahmungen, um 1700; mit Ausstattung (Geschütztes Kulturgut) | D-2-61-000-278 | weitere Bilder |
| Kirchgasse 234 (Standort)                 | Wohnhaus                          | dreigeschossiger Giebelbau mit Zinnen, wohl 2. Hälfte 17. Jahrhundert, Fassade mit reichem Rauputzdekor von dem Hofmaurermeister Georg Steinacher, 1677 | D-2-61-000-279 | weitere Bilder |
| Kirchgasse 236 (Standort)                 | Wohnhaus                          | dreigeschossiger Satteldachbau mit geschweiftem Giebel, 2. Hälfte 18. Jahrhundert | D-2-61-000-280 | weitere Bilder |
| Kirchgasse 237 (Standort)                 | Wohnhaus                          | zweigeschossiger Satteldachbau mit geschweiftem Knickgiebel und Scheitelzinne, 2. Hälfte 19. Jahrhundert | D-2-61-000-281 | weitere Bilder |
| Kirchgasse 238 (Standort)                 | Wohn- und Geschäftshaus           | dreigeschossiger Satteldachbau, 18./19. Jahrhundert | D-2-61-000-282 | weitere Bilder |
| Kirchgasse 239 (Standort)                 | Wohnhaus                          | dreigeschossiger Satteldachbau mit kräftig profiliertem Dreiecksgiebel, im Kern mittelalterlich, in der Barockzeit aufgestockt und ausgebaut, 17. /18. Jahrhundert, Überformungen im 19. Jahrhundert                                                        | D-2-61-000-283 | weitere Bilder |
| Kirchgasse 240 (Standort)                 | Wohnhaus                          | dreigeschossiger Satteldachbau mit klassizistischem Giebel, 1883–89 | D-2-61-000-284 | weitere Bilder |
| Kirchgasse 241 (Standort)                 | Wohn- und Geschäftshaus           | dreigeschossiger, breit gelagerter Satteldachbau mit verschmälertem scheitelzinnenbekröntem Giebel, im Kern wohl 17. Jahrhundert, sonst 19. Jahrhundert | D-2-61-000-285 | weitere Bilder |
| Kirchgasse 242; Kirchgasse 243 (Standort) | Wohnhaus                          | zweigeschossiges Doppelhaus in Ecklage, 16./17. Jahrhundert, Fassade 19. Jahrhundert | D-2-61-000-286 | weitere Bilder |
| Kirchgasse 244 (Standort)                 | Wohnhaus                          | dreigeschossiger Satteldachbau mit stuckierter Fassade und geschweiftem Giebel, um 1725 | D-2-61-000-287 | weitere Bilder |
| Kirchgasse 245 (Standort)                 | Wohnhaus                          | dreigeschossiger traufständiger Sattelbau, 19. Jahrhundert, im Kern wohl älter | D-2-61-000-288 | weitere Bilder |
| Kirchgasse 247 (Standort)                 | Wohnhaus                          | zweigeschossiges Eckhaus mit traufseitig vorkragendem Satteldach, um 1800 | D-2-61-000-289 | weitere Bilder |
| Kirchgasse 248 (Standort)                 | Wohn- und Geschäftshaus           | zweigeschossiger Satteldachbau mit Treppengiebel, 1883 | D-2-61-000-290 | weitere Bilder |
| Kirchgasse 249 (Standort)                 | Wohn- und Geschäftshaus           | zweigeschossiger Satteldachbau mit geschweiftem Knickgiebel, 1885 | D-2-61-000-291 | weitere Bilder |
| Kirchgasse 250 (Standort)                 | Gasthof zur Domfreiheit           | zweigeschossiger Satteldachbau mit neugotischem Zinnengiebel, 2. Hälfte 19. Jahrhundert | D-2-61-000-292 | weitere Bilder |
| Kirchgasse 251 (Standort)                 | Wohnhaus                          | viergeschossiger Eckbau mit Satteldach und neubarockem Volutengiebel, 1881 | D-2-61-000-293 | weitere Bilder |
| Klöpflgraben 3 (Standort)                 | Wohnhaus                          | zweigeschossig, mit Walmdach, 1. Hälfte 19. Jahrhundert | D-2-61-000-133 | weitere Bilder |
| Kolpingstraße 484a, 484b (Standort)       | Wohnhaus                          | dreigeschossiger und traufständiger Satteldachbau, Fassade mit flachen Kastenerkern und Neurenaissancegliederung, 2. Hälfte 19. Jahrhundert | D-2-61-000-298 | weitere Bilder |
| Kolpingstraße 484d (Standort)             | Wohnhaus                          | erdgeschossiger Mansarddachbau mit Schopfwalm und Zwerchgiebel, um 1910; ehem. Klostermauer als südliche Begrenzung des Grundstücks, siehe Freyung 618; östliche Begrenzung durch Rest der mittelalterlichen Stadtmauer, etwa 2 m hoch, 14./15. Jahrhundert | D-2-61-000-300 | weitere Bilder |
| Kolpingstraße 484e (Standort)             | Wohnhaus                          | zweigeschossiger Walmdachbau mit ausschwingender Gartenfassade, wohl 1. Hälfte 19. Jahrhundert | D-2-61-000-301 | weitere Bilder |
| Kolpingstraße 485 (Standort)              | Wohnhaus                          | zweigeschossiger und traufständiger Satteldachbau, 1888 | D-2-61-000-302 | weitere Bilder |
| Kolpingstraße 486 (Standort)              | Wohnhaus                          | zweigeschossiger Eckbau mit Satteldach und geschweiftem Knickgiebel, 1894 | D-2-61-000-303 | weitere Bilder |
| Kolpingstraße 488 (Standort)              | Wohnhaus                          | dreigeschossiges Eckhaus mit Satteldach und segmentbogenbekröntem Giebel, um 1910 | D-2-61-000-304 | weitere Bilder |
| Königsfeldergasse 509 (Standort)          | Wohnhaus                          | zweigeschossiger und giebelständiger Satteldachbau, um 1900 | D-2-61-000-296 | weitere Bilder |
| Kramergasse 550 (Standort)                | Wohnhaus                          | zweigeschossiger Bau mit geschweiftem Zinnengiebel, 1. Hälfte 19. Jahrhundert | D-2-61-000-305 | weitere Bilder |
| Kramergasse 551 (Standort)                | Wohnhaus                          | zweigeschossiger Satteldachbau, Scheitelzinne mit Wetterfahne und Traufzinnen mit Polyedern bekrönt, Mitte 19. Jahrhundert | D-2-61-000-306 | weitere Bilder |
| Kramergasse 552 (Standort)                | Wohnhaus                          | zweigeschossiger Satteldachbau mit Volutengiebel, um 1903 | D-2-61-000-307 | weitere Bilder |
| Kramergasse 553 (Standort)                | Wohnhaus                          | ehem. Handwerkerhaus, zweigeschossiger, verputzter Blockbau mit giebelständigem Satteldach, 1475 (dendro. dat.), Keller wohl 16. Jahrhundert, Überformungen im frühen 19. Jahrhundert und um 1860                                                           | D-2-61-000-308 | weitere Bilder |
| Kramergasse 558 (Standort)                | Wohnhaus                          | Kooperatorenhaus von St. Jodok, dreigeschossiger Walmdachbau, im Kern 1754 | D-2-61-000-310 | weitere Bilder |

### L
| Lage                            | Objekt                           | Beschreibung | Akten-Nr.      | Bild           |
| ------------------------------- | -------------------------------- | --- | -------------- | -------------- |
| Ländgasse 37, 38 (Standort)     | Wohn- und Geschäftshaus          | dreigeschossiger Mansarddachbau und Zwerchgiebel in neubarocken Formen, 1897 | D-2-61-000-311 | weitere Bilder |
| Ländgasse 41, 42 (Standort)     | Ehem. Verwaltungsbau             | 1680 Sitz des Landschaftspräsidenten, dann von 1810 bis 1964 Städtisches Krankenhaus, dreigeschossige Vierflügelanlage mit barockem Treppenhaus und Satteldächern, 17. Jahrhundert                                                                                     | D-2-61-000-312 | weitere Bilder |
| Ländgasse 43 (Standort)         | Wohnhaus                         | dreigeschossiger und traufständiger Satteldachbau mit Zwerchhaus, 1894; Rückgebäude, im Kern 17./18. Jahrhundert | D-2-61-000-313 | weitere Bilder |
| Ländgasse 44 (Standort)         | Wohnhaus                         | dreigeschossiger Satteldachbau mit geschweiftem Giebel, im Kern 18. Jahrhundert; westliche Begrenzung des Grundstücks durch Teilstück der mittelalterlichen Stadtmauer, 14./15. Jahrhundert                                                                            | D-2-61-000-314 | weitere Bilder |
| Ländgasse 49 (Standort)         | Wohnhaus                         | dreigeschossiger Satteldachbau mit spätgotischem Zinnengiebel, im Kern um 1500, Fassade mit reichem Rauputzdekor, 17. Jahrhundert. (Geschütztes Kulturgut) | D-2-61-000-315 | weitere Bilder |
| Ländgasse 49a (Standort)        | Wohnhaus                         | dreigeschossiger schmaler Satteldachbau mit spätgotischem Zinnengiebel, um 1500, Fassade mit Rauputzdekor, 17. Jahrhundert. (Geschütztes Kulturgut) | D-2-61-000-316 | weitere Bilder |
| Ländgasse 50 (Standort)         | Palais Etzdorf                   | stattlicher dreigeschossiger Walmdachbau in Ecklage mit reich stuckierter Fassade und Frontispiz, wahrscheinlich von Johann Baptist Zimmermann, Mitte 18. Jahrhundert                                                                                                  | D-2-61-000-317 | weitere Bilder |
| Ländgasse 51 (Standort)         | Ehem. herzogliches Harnischhaus  | ehem. Stadtwohnung der Landshuter Herzöge, dann Sitz des Vicedoms, dreigeschossiger Walmdachbau mit Bodenerker an der Südseite und gewölbtem Straßenbogen an der Westseite, 1. Hälfte 15. Jahrhundert. (Geschütztes Kulturgut)                                         | D-2-61-000-318 | weitere Bilder |
| Ländgasse 109 (Standort)        | Wohnhaus                         | dreigeschossiger Satteldachbau mit Biforienfenster und Treppengiebel, 1919 | D-2-61-000-319 | weitere Bilder |
| Ländgasse 114 (Standort)        | Wohnhaus                         | zweigeschossiger Satteldachbau mit rundbogig abschließenden Zinnen, 1883 | D-2-61-000-320 | weitere Bilder |
| Ländgasse 115 (Standort)        | Stadel                           | zweigeschossiger Satteldachbau mit stichbogiger Toreinfahrt, 2. Hälfte 19. Jahrhundert | D-2-61-000-321 | weitere Bilder |
| Ländgasse 116 (Standort)        | Handwerkerschild eines Metzgers  | kleine Reliefplatte mit Ochsen, bez. 1645 und 1671 | D-2-61-000-322 | weitere Bilder |
| Ländgasse 119 (Standort)        | Wohnhaus                         | dreigeschossiger Eckbau mit Satteldach und Giebel mit Eckzinnen und einer Scheitelzinne, 1861/62 | D-2-61-000-324 | weitere Bilder |
| Ländgasse 123 (Standort)        | Wohn- und Geschäftshaus          | zweigeschossiger und traufständiger Satteldachbau, im Kern wohl 15. Jahrhundert | D-2-61-000-639 | weitere Bilder |
| Ländgasse 124 (Standort)        | Wohnhaus                         | viergeschossiger Satteldachbau mit Fassade in Formen der Neurenaissance, um 1900 | D-2-61-000-326 | weitere Bilder |
| Ländgasse 125 (Standort)        | Wohnhaus                         | dreigeschossiger Satteldachbau mit neugotischem Zinnengiebel, 1889; Stadtmauerrest an der Grundstücksgrenze zur Isar | D-2-61-000-327 | weitere Bilder |
| Ländgasse 126 (Standort)        | Wohn- und Geschäftshaus          | dreigeschossiger Satteldachbau mit Schwalbenschwanzzinnengiebel, 2. Hälfte 19. Jahrhundert; rückwärtige Grundstücksbegrenzung durch spätmittelalterliche Stadtmauer | D-2-61-000-328 | weitere Bilder |
| Ländgasse 127 (Standort)        | Wohnhaus                         | erdgeschossiger Pultdachbau, 19. Jahrhundert, an den Aussichtspavillon der ehem. Stadtresidenz angebaut | D-2-61-000-255 | weitere Bilder |
| Ländgasse 130 (Standort)        | Wohn- und Geschäftshaus          | zweigeschossiger und giebelständiger Satteldachbau, 1409 (dendrochronologisch datiert). | D-2-61-000-765 | BW             |
| Ländgasse 134 (Standort)        | Wohn- und Geschäftshaus          | dreigeschossiger Satteldachbau in Ecklage mit Eckerker und Volutengiebel mit Zinnen, im Kern um 1700, Mitte 20. Jahrhundert stark verändert, Portal mit Sprenggiebel um 1700                                                                                           | D-2-61-000-330 | weitere Bilder |
| Nähe Ländtorplatz (Standort)    | Ländtor                          | Toranlage der mittelalterlichen Stadtbefestigung, mit gewölbter und z. T. modern erweiterter Durchfahrt, zwei Flankentürme durch Rest eines Wehrganges verbunden, Stirnseite der Barbakane erhalten. (Geschütztes Kulturgut)                                           | D-2-61-000-332 | weitere Bilder |
| Ländtorplatz 3, 4, 5 (Standort) | Stadttheater mit Gaststätte      | sogenannter Bernlochner-Komplex, umfangreicher dreigeschossiger Massivbau mit Walm- und Satteldächern, spätklassizistische Fassadengestaltung, von Johann Baptist Bernlochner, 1841, Theater nach Kriegsschaden wieder hergestellt, 1947, (innen größtenteils modern). | D-2-61-000-333 | weitere Bilder |
| Litschengasse 697 (Standort)    | Wohnhaus                         | zweigeschossiger Sattelbau mit vielstufigem Treppengiebel, 2. Hälfte 19. Jahrhundert | D-2-61-000-334 | weitere Bilder |
| Litschengasse 698 (Standort)    | Wohnhaus                         | zweigeschossiger und traufständiger Krüppelwalmdachbau, 1881 | D-2-61-000-335 | weitere Bilder |
| Litschengasse 702 (Standort)    | Wohnhaus                         | zweigeschossiger Satteldachbau in Ecklage, laut Bauinschrift 1792 von Franz Xaver Zäch erbaut | D-2-61-000-336 | weitere Bilder |
| Litschengasse 708 (Standort)    | Gartenpavillon                   | zweigeschossiger Gartenpavillon, um 1790 | D-2-61-000-250 | weitere Bilder |
| Litschengasse 716 (Standort)    | Katholische Kirche St. Sebastian | im Kern spätgotisch um 1490, 1661 Verlängerung des Kirchenschiffs nach Osten und durchgreifende barocke Umgestaltung; mit Ausstattung. (Geschütztes Kulturgut) | D-2-61-000-338 | weitere Bilder |

### M
| Lage                                            | Objekt                                                                        | Beschreibung | Akten-Nr.      | Bild           |
| ----------------------------------------------- | ----------------------------------------------------------------------------- | --- | -------------- | -------------- |
| Marienplatz 7 (Standort)                        | Schulbau                                                                      | freistehender dreigeschossiger Walmdachbau mit vorspringender Mittelachse, 2. Hälfte 19. Jahrhundert | D-2-61-000-350 | weitere Bilder |
| Marienplatz 8 (Standort)                        | Staatliche Fachschule für Keramik                                             | dreigeschossiger freistehender Walmdachbau mit Mezzanin, 2. Hälfte 19. Jahrhundert | D-2-61-000-351 | weitere Bilder |
| Marienplatz 9; Schönbrunner Straße 2 (Standort) | Ehemaliges Franziskanerkloster mit Kirche                                     | gegründet als Kapuzinerinnenkloster 1627, 1802 säkularisiert, Neugründung als Franziskanerkloster 1835, Wiederaufbau nach Kriegsschäden 1945, Auflösung 2003; ehemalige Klosterkirche, Saalbau unter Einbeziehung der schon 1623 erbauten Loretokapelle, neoromanisch, 1840/41, 1918 vergrößert, heute Gotteshaus der rumänisch-orthodoxen Gemeinde St. Johannes der Walache; ehemaliges Klostergebäude, dreigeschossige Satteldachbauten, im Kern 1731, Ostflügel 1896 für Franziskanerseminar umgebaut, Westflügel (Sakristei) nach 1926; ehemaliges Brauereigebäude, eingeschossiger Massivbau mit Satteldach und Aufzugsgaube, um 1840; ehemalige Klostereinfriedung, Ziegelmauer, teilweise verputzt. | D-2-61-000-352 | weitere Bilder |
| Marienplatz 11; Nähe Podewilsstraße (Standort)  | Ehem. Hans-Leinberger-Gymnasium, heute als Fachoberschule in Nutzung          | dreigeschossige schlossähnliche Anlage mit Mittelrisalit und zwei Eckrisaliten, Ende 19. Jahrhundert | D-2-61-000-353 | weitere Bilder |
| Martinsfriedhof 208 (Standort)                  | Wohnhaus                                                                      | zweigeschossiger Giebelbau, wohl 17./19. Jahrhundert; Gedenktafel für Baumeister Hans von Burghausen, der bis 1415 im Vorgängerbau wohnte. (Geschütztes Kulturgut) | D-2-61-000-516 | weitere Bilder |
| Martinsfriedhof 219 (Standort)                  | Katholische Stadtpfarr- und Kollegiatstiftskirche St. Martin und St. Kastulus | spätgotische Hallenkirche mit Westturm, Baubeginn um 1380, vollendet zu Anfang des 16. Jahrhunderts, errichtet nach Plänen der Werkmeister Hans Krumenauer, Meister Hans von Burghausen, Hans Stethaimer, Stephan Purghauser; mit Ausstattung. (Geschütztes Kulturgut) | D-2-61-000-637 | weitere Bilder |
| Martinsfriedhof 220 (Standort)                  | Ehem. Friedhofskapelle                                                        | sog. Frauenkapelle, im Kern spätgotisch, Mitte 15. Jahrhundert, 1706 barock verändert; mit Ausstattung. (Geschütztes Kulturgut) | D-2-61-000-354 | weitere Bilder |
| Martinsfriedhof 222 (Standort)                  | Kanoniker- und Kooperatorenhaus zu St. Martin                                 | dreigeschossiger Walmdachbau, im Kern um 1500, sonst 19. Jahrhundert; hierzu Mauerrest des ehem. Stiftskastens von St. Martin mit Toreinfahrt, 15. Jahrhundert | D-2-61-000-355 | weitere Bilder |
| Martinsfriedhof 223 (Standort)                  | Wohnhaus                                                                      | zweigeschossig, mit zweifach geschweiftem, rundbogig abschließendem Giebel, 19. Jahrhundert | D-2-61-000-356 | weitere Bilder |
| Martinsfriedhof 224 (Standort)                  | Wohnhaus                                                                      | zweigeschossiger, traufständiger Satteldachbau, wohl 1. Hälfte 19. Jahrhundert | D-2-61-000-357 | weitere Bilder |
| Martinsfriedhof 225 (Standort)                  | Sog. „Sandstadel“                                                             | nach modernem Umbau jetzt Pfarrzentrum St. Martin, dreigeschossiger Bau mit Aufzugshäuschen, 1596 errichtet, 1706 umgebaut, im Erdgeschoss barocke Allerseelenkapelle, 1706, mit Ausstattung, unter der Kapelle Gruft mit Ossarium. (Geschütztes Kulturgut) | D-2-61-000-358 | weitere Bilder |
| Maximilianstraße 8, 9, 10 (Standort)            | Wohnhauszeile                                                                 | zusammenhängender dreigeschossiger Baukomplex in Traufstellung, Ende 19. Jahrhundert | D-2-61-000-359 | weitere Bilder |
| Maximilianstraße 15 (Standort)                  | Regierung von Niederbayern                                                    | Verwaltung des Bezirks, zweigeschossiges Amtsgebäude mit Mittelrisalit und Walmdach, Fassade spätklassizistisch, erbaut 1885 von Baumeister Gschwendter; nordöstliche Begrenzung des Grundstücks durch Teilstück der mittelalterlichen Stadtmauer, z. T. noch etwa 4, 5 m hoch, sonst 3 m hoch, 14./15. Jahrhundert, mit ehem. Palmenhaus des Dominikanerklosters | D-2-61-000-360 | weitere Bilder |
| Mühlenstraße 1, 3 (Standort)                    | Wohn- und Geschäftshaus in Ecklage                                            | dreigeschossiger, neubarocker Walmdachbau mit Giebelfassaden und Dachtürmchen, um 1900 | D-2-61-000-361 | weitere Bilder |
| Mühlenstraße 3 (Standort)                       | Wohnhaus                                                                      | zweigeschossiger Satteldachbau, wohl um 1800, geschnitztes Türblatt, bez. 1800 | D-2-61-000-362 | weitere Bilder |

### N
| Lage                                | Objekt                               | Beschreibung | Akten-Nr.      | Bild           |
| ----------------------------------- | ------------------------------------ | --- | -------------- | -------------- |
| Nahensteig 181 (Standort)           | Wohnhaus                             | dreigeschossig, traufständig, erbaut angeblich nach Brand von 1667/68. | D-2-61-000-363 | weitere Bilder |
| Nahensteig 182 (Standort)           | Komplex von drei Häusern             | die bis etwa 1622 getrennt waren, Haus A: Wohnhaus, dreigeschossig, mit Giebelzinnen, 1. Hälfte 17. Jahrhundert; Haus B: Wohnhaus, dreigeschossig, mit Giebelzinnen, 1. Hälfte 17. Jahrhundert; Haus C: Wohnhaus, zweigeschossig, sechsachsig, traufständig, im Kern wohl 1. Hälfte 17. Jahrhundert                                                 | D-2-61-000-364 | weitere Bilder |
| Nahensteig 186 (Standort)           | Wohn- und Geschäftshaus              | zweigeschossiger Eckbau mit geschweiftem Giebel, 1888 | D-2-61-000-366 | weitere Bilder |
| Nahensteig 187 (Standort)           | Wohn- und Geschäftshaus              | zweigeschossig, geschweifter Giebel mit Dreiecksaufsatz, 1878 | D-2-61-000-367 | weitere Bilder |
| Nahensteig 188 (Standort)           | Wohnhaus                             | zweigeschossiger Satteldachbau, erbaut bald nach 1630; angesetzte Schwibbögen | D-2-61-000-368 | weitere Bilder |
| Nahensteig 188d (Standort)          | Ehem. Holzstadel                     | sogenannter Ainmillerstadel, früher zum Jesuitenkloster gehörig, Bemalung mit Schablonenmustern, 1. Viertel 19. Jahrhundert | D-2-61-000-369 | weitere Bilder |
| Nahensteig 189 (Standort)           | Gasthaus zum schwarzen Hahn          | dreigeschossiger Bau zu sieben Achsen an der Westseite, Giebel mit Schwalbenschwanzzinne, im Kern 16./17. Jahrhundert, Fassade 2. Hälfte 19. Jahrhundert | D-2-61-000-370 | weitere Bilder |
| Nähe Orbankai (Standort)            | Rochuskapelle                        | unverputzter, einschiffiger Backsteinbau mit Satteldach, spätgotisch, um 1497 | D-2-61-000-140 | weitere Bilder |
| Nähe Wittstraße (Standort)          | Rundpavillon                         | offener Musikpavillon, 1903 | D-2-61-000-538 | weitere Bilder |
| Neustadt (Standort)                 | Kriegerdenkmal in der Neustadt       | Steinskulptur „Deutsche Eiche“, nach einem Entwurf von Bildhauer Wilhelm Lechner aus Oberammergau, eingeweiht am 24. Juni 1928 | D-2-61-000-422 | weitere Bilder |
| Neustadt 436 (Standort)             | Wohn- und Geschäftshaus              | zweigeschossiges Eckhaus zu fünf Achsen, Treppengiebel mit Maßwerkblenden, im Kern spätmittelalterlich, 2. Hälfte 19. Jahrhundert | D-2-61-000-371 | weitere Bilder |
| Neustadt 437 (Standort)             | Gasthof zum Goldenen Löwen           | dreigeschossiges Eckhaus mit Zinnengiebel, 1878 und 1888, Fassade erneuert | D-2-61-000-638 | weitere Bilder |
| Neustadt 438 (Standort)             | Wohnhaus                             | dreigeschossig, mit Zinnen und rundbogigem Giebelabschluss, im Kern wohl nach Brand von 1657, sonst 2. Hälfte 19. Jahrhundert | D-2-61-000-372 | weitere Bilder |
| Neustadt 440 (Standort)             | Wohn- und Geschäftshaus              | zweigeschossiger Satteldachbau mit neugotischen Treppengiebeln, 2. Hälfte 19. Jahrhundert | D-2-61-000-373 | weitere Bilder |
| Neustadt 443 (Standort)             | Wohn- und Geschäftshaus              | zweigeschossig, Giebel in barocken Formen, Anfang 20. Jahrhundert | D-2-61-000-375 | weitere Bilder |
| Neustadt 445 (Standort)             | Wohnhaus                             | dreigeschossiger Satteldachbau mit geschweiftem Giebel, Kastenerker mit Renaissancedekor, 1878, Umbauten 1883 und 1898 | D-2-61-000-377 | weitere Bilder |
| Neustadt 446 (Standort)             | Gasthaus zum Freischütz              | dreigeschossiger Walmdachbau zu sechs Achsen in Ecklage, im Kern 17. Jahrhundert, spätklassizistische Fassade nach 1822 | D-2-61-000-378 | weitere Bilder |
| Neustadt 452 (Standort)             | Bayerische Vereinsbank               | stattliches, dreigeschossiges Eckhaus von sechs zu acht Achsen, neubarocker Volutengiebel mit prächtiger Wappenkartusche, Fassade durch Pilaster gegliedert, Anfang 20. Jahrhundert | D-2-61-000-380 | weitere Bilder |
| Neustadt 453 (Standort)             | Wohn- und Geschäftshaus              | dreigeschossiges Eckhaus von vier zu neun Achsen, klassizistisch, bez. 1830 von Johann Baptist Bernlochner; an der Hausecke Sandsteinfigur, Maria mit Kind | D-2-61-000-381 | weitere Bilder |
| Neustadt 455 (Standort)             | Ehem. Patrizierhaus der Oberndorfer  | im 18. Jahrhundert Adelspalais, nach 1873 Marienapotheke, dreigeschossiges Wohnhaus mit barockem Giebel, reiche Fassadengliederung durch Pilaster, Friese und Verdachungen an den Fenstern, wohl um 1680 für Ratsherrn und Bürgermeister Johann Peter Oberndorfer errichtet; im 1. Obergeschoss Nische mit Nachbildung des Altöttinger Gnadenbildes | D-2-61-000-382 | weitere Bilder |
| Neustadt 458 (Standort)             | Wohn- und Geschäftshaus              | viergeschossiger Walmdachbau zu fünf Achsen, 2. Hälfte 19. Jahrhundert | D-2-61-000-384 | weitere Bilder |
| Neustadt 459 (Standort)             | Wohn- und Geschäftshaus              | ehem. Zinngießerhaus, dreigeschossiges Eckhaus mit Satteldach und Treppengiebel, 1. Viertel 18. Jahrhundert | D-2-61-000-385 | weitere Bilder |
| Neustadt 460 (Standort)             | Wohn- und Geschäftshaus              | dreigeschossiger Bau mit geschweiftem Giebel, im Kern wohl noch 17./18. Jahrhundert, Fassadengliederung durch reichen Stuck im Stil des frühen Klassizismus um 1800, einige Umbauten 1886. | D-2-61-000-386 | weitere Bilder |
| Neustadt 461 (Standort)             | Ehem. Gastwirtschaft „zum Pfauwirt“  | dreigeschossiger Satteldachbau mit Zinnengiebel, im Kern 1. Hälfte 16. Jahrhundert, Veränderungen 2. Hälfte 17. Jahrhundert | D-2-61-000-387 | weitere Bilder |
| Neustadt 462 (Standort)             | Wohn- und Geschäftshaus              | dreigeschossiges Giebelhaus mit Satteldach, 1885 | D-2-61-000-388 | weitere Bilder |
| Neustadt 466 (Standort)             | Wohn- und Geschäftshaus              | Zweigeschossiger und giebelständiger Eckbau mit Giebelzinnen, mittelalterlich, wohl 13./14. Jahrhundert, Umbau und Dach 1638/39 (dendrochronologisch datiert), Ausbau Ende 19. Jahrhundert. | D-2-61-000-691 | BW             |
| Neustadt 467 (Standort)             | Eckhaus                              | dreigeschossiger Walmdachbau mit Hausmadonna, neoklassizistisch, nach 1899 | D-2-61-000-389 | weitere Bilder |
| Neustadt 468 (Standort)             | Wohn- und Geschäftshaus              | viergeschossiger Mansardwalmdachbau mit Zwerchhaus, Balkon mit schmiedeeisernem Gitter auf Atlanten ruhend, 1895; Hausmadonna | D-2-61-000-390 | weitere Bilder |
| Neustadt 470 (Standort)             | Wohnhaus                             | dreigeschossig, mit Walmdach und vorkragender Traufe, 1. Hälfte 19. Jahrhundert | D-2-61-000-391 | weitere Bilder |
| Neustadt 479 (Standort)             | Ehem. Jesuitenkirche St. Ignatius    | einschiffiger Bau mit wenig eingezogenem Chor, erbaut von Johannes Holl 1631 bis Mitte 17. Jahrhundert, Stuckaturen von Matthias Schmuzer 1640–1641; mit Ausstattung; Borgiaskapelle, im Obergeschoss eines Ausbaues, wohl Mitte 17. Jahrhundert; mit Ausstattung. (Geschütztes Kulturgut)                                                          | D-2-61-000-392 | weitere Bilder |
| Neustadt 480, 480a, 480b (Standort) | Ehem. Jesuitenkollegium              | Jesuitenkolleg, dann Kaserne, jetzt Amtsgebäude, dreigeschossige Vierflügelanlage mit geschlossenem Innenhof, 1665–1691 von Michael Beer und Michael Thumb. (Geschütztes Kulturgut) | D-2-61-000-393 | weitere Bilder |
| Neustadt 494 (Standort)             | Wohn- und Geschäftshaus              | dreigeschossiges Eckhaus zu sechs Achsen, Giebel mit Scheitelzinne, 2. Hälfte 19. Jahrhundert | D-2-61-000-394 | weitere Bilder |
| Neustadt 495 (Standort)             | Wohn- und Geschäftshaus              | dreigeschossiger Walmdachbau, von Thaddäus Leitner, nach 1780 | D-2-61-000-395 | weitere Bilder |
| Neustadt 496 (Standort)             | Wohn- und Geschäftshaus              | dreigeschossiger Walmdachbau, 3. Viertel 18. Jahrhundert | D-2-61-000-396 | weitere Bilder |
| Neustadt 497 (Standort)             | Wohnhaus                             | zweigeschossig, mit geschweiftem Giebel und Zinnen, im Kern wohl noch mittelalterlich und 3. Viertel 17. Jahrhundert, Umbau Mitte 19. Jahrhundert | D-2-61-000-397 | weitere Bilder |
| Neustadt 499 (Standort)             | Wohnhaus                             | dreigeschossig, mit Knickgiebel, 1894 | D-2-61-000-398 | weitere Bilder |
| Neustadt 500 (Standort)             | Ehem. Patrizierhaus der Closenberger | jetzt Gasthof zum Schwabl, dreigeschossig, rechteckige Anlage, Volutengiebel, erbaut 1590, bauliche Veränderungen wohl um 1700, Fletz mit Rotmarmorsäulen und Kreuzgratgewölben, aus der Erbauungszeit; Rückflügel mit zweigeschossigen Holzgalerien; Stallung mit Kreuzgratgewölben. (Geschütztes Kulturgut)                                       | D-2-61-000-399 | weitere Bilder |
| Neustadt 502 (Standort)             | Wohn- und Geschäftshaus              | zweigeschossiges Giebelhaus zu fünf Achsen, gestäbter Giebel mit neugotischen Aufsätzen, 1856/57 | D-2-61-000-401 | weitere Bilder |
| Neustadt 503 (Standort)             | Wohn- und Geschäftshaus              | zweigeschossiger Satteldachbau mit Zinnengiebel, im Kern wohl noch 1. Hälfte 17. Jahrhundert, sonst 19. Jahrhundert | D-2-61-000-402 | weitere Bilder |
| Neustadt 504 (Standort)             | Wohn- und Geschäftshaus              | viergeschossiger, schlichter Giebelbau, 1881 | D-2-61-000-403 | weitere Bilder |
| Neustadt 505 (Standort)             | Ehem. Adelspalais                    | heute Gasthof, dreigeschossiger Satteldachbau im Renaissancestil mit dreizonigem Giebel, letztes Viertel 17. Jahrhundert. (Geschütztes Kulturgut) | D-2-61-000-404 | weitere Bilder |
| Neustadt 506 (Standort)             | Wohnhaus                             | dreigeschossiger, traufständiger Walmdachbau, sechsachsig, reicher Stuckdekor, 1866–1868 | D-2-61-000-405 | weitere Bilder |
| Neustadt 516 (Standort)             | Wohnhaus                             | dreigeschossiger Giebelbau, Portal mit korbbogiger Öffnung, 17./18. Jahrhundert, Fassade in der 2. Hälfte 19. Jahrhundert umgestaltet | D-2-61-000-408 | weitere Bilder |
| Neustadt 517 (Standort)             | Wohn- und Geschäftshaus              | dreigeschossiger Walmdachbau mit geschweiftem Dachhäuschen, unter der Traufe mächtiges Konsolgesims, 1888 | D-2-61-000-409 | weitere Bilder |
| Neustadt 520 (Standort)             | Ehem. Palais Pfetten                 | seit 1802 Gaststätte Goldene Sonne, stattliches dreigeschossiges Giebelhaus zu sieben Achsen, geschweifter Knickgiebel mit angesetzten Voluten, im Kern noch um 1700, bauliche Veränderungen 1876/81 | D-2-61-000-410 | weitere Bilder |
| Neustadt 522 (Standort)             | Wohn- und Geschäftshaus              | dreigeschossiges Eckhaus mit Neurenaissancegiebel, 1878 | D-2-61-000-411 | weitere Bilder |
| Neustadt 523 (Standort)             | Ehem. Firmerbräu                     | jetzt Wohnhaus, dreigeschossiges Eckhaus mit barockem Schweifgiebel, 18. Jahrhundert | D-2-61-000-412 | weitere Bilder |
| Neustadt 524 (Standort)             | Neustadt-Apotheke                    | zweigeschossiger Bau mit Dreiecksgiebel, wohl Mitte 19. Jahrhundert | D-2-61-000-413 | weitere Bilder |
| Neustadt 526 (Standort)             | Wohn- und Geschäftshaus              | dreigeschossig, geschweifter Knickgiebel, 1885 | D-2-61-000-415 | weitere Bilder |
| Neustadt 527 (Standort)             | Wohn- und Geschäftshaus              | dreigeschossiger Bau mit Satteldach, ehem. spätmittelalterliches Kaufmannshaus von 1496 (dendro. dat.), Fassade mit Erkeranbau und Zinnengiebel im Stil der Neugotik, 1857/58, Umbau 1885 | D-2-61-000-416 | weitere Bilder |

### P
| Lage                               | Objekt  | Beschreibung | Akten-Nr.      | Bild           |
| ---------------------------------- | ------- | --- | -------------- | -------------- |
| Postplatz 395, 396, 397 (Standort) | Postamt | umfangreicher dreigeschossiger Gebäudekomplex, erbaut 1904/05 im Stil der Neurenaissance; eingemauertes Wappenrelief des Kanzlers Christoph Dorner, 15. Jahrhundert, vom Vorgängerbau an dieser Stelle stammend | D-2-61-000-443 | weitere Bilder |

### R
| Lage                                          | Objekt                         | Beschreibung | Akten-Nr.      | Bild                           |
| --------------------------------------------- | ------------------------------ | --- | -------------- | ------------------------------ |
| Regierungsplatz 539, Nähe Neustadt (Standort) | Wohnhaus                       | dreigeschossig mit rundbogig abschließendem Giebel in barocken Formen, 1893 | D-2-61-000-449 | Wohnhaus                       |
| Regierungsplatz 540 (Standort)                | Ehem. Dominikanerkloster       | mit Resten alter Ausstattung (zum Teil aus der Passauer Residenz stammend), gegründet 1271 von Herzog Heinrich d. Ä. von Niederbayern, aufgehoben 1802, von 1802 bis 1826 bayerische Landesuniversität, 1839 bis 1932 und seit 1956 wiederum Sitz der Regierung von Niederbayern; Dreigeschossige Dreiflügelanlage, die sich an die Nordseite der Kirche anschließt, erbaut ab 1699; Ehem. Anatomisches Institut, jetzt Staatsoberkasse, zweigeschossiger, klassizistischer Walmdachbau, 1803/04; Sog. Ursulinenflügel des Regierungsgebäudes, einst Wirtschaftstrakt dieses Klosters, barock, um 1700; Ehem. Wehrturm der Stadtmauer im Dominikanergarten, mittelalterlich, Anfang 19. Jahrhundert, ausgebaut als Palmenhaus; Ehem. Dominikanerklosterkirche, dreischiffige Basilika mit einschiffigem Chor, im Kern frühgotisch, Dachwerk über Chor 1291 (dendro. dat.) und Dachwerk über Hauptschiff des Laienhauses 1340 (dendro. dat.), Umgestaltung des Inneren durch Johann Baptist Zimmermann 1747–1752, Westfassade klassizistisch verändert 1804; mit Ausstattung; Ehem. Mariahilf-Kapelle und ehem. Magdalenenkapelle, im Kern gotisch, barock verändert, dienen jetzt der russisch-orthodoxen Gemeinde (St.-Nikolaus-Kirche); mit Ausstattung. (Geschütztes Kulturgut) | D-2-61-000-450 | weitere Bilder                 |
| Regierungsplatz 542 (Standort)                | Ehem. Evang.-Luth. Pfarrkirche | seit 1898 Gewerbehaus, zweigeschossige Anlage mit Volutengiebel und Segmentbogenaufsatz, 1848. (Geschütztes Kulturgut) | D-2-61-000-451 | Ehem. Evang.-Luth. Pfarrkirche |
| Regierungsplatz 542a (Standort)               | Wohnhaus                       | zweigeschossiger Mansarddachbau mit Ecktürmchen, Ende 19. Jahrhundert, im Kern älter | D-2-61-000-453 | Wohnhaus                       |
| Regierungsstraße 543 (Standort)               | Wohn- und Geschäftshaus        | zweigeschossiger Satteldachbau, Giebel mit Zinnen, wohl Mitte 19. Jahrhundert | D-2-61-000-454 | Wohn- und Geschäftshaus        |
| Regierungsstraße 544 (Standort)               | Wohn- und Geschäftshaus        | zweigeschossig, mit geschweiftem Giebel, 1857/58, 1885 umgestaltet | D-2-61-000-455 | Wohn- und Geschäftshaus        |
| Regierungsstraße 545 (Standort)               | Wohn- und Geschäftshaus        | dreigeschossig, mit geschweiftem Knickgiebel, um 1900 | D-2-61-000-456 | Wohn- und Geschäftshaus        |
| Regierungsstraße 562 (Standort)               | Wohn- und Geschäftshaus        | dreigeschossiger Eckbau mit Walmdach, erbaut um 1830 von Johann Baptist Bernlochner | D-2-61-000-457 | Wohn- und Geschäftshaus        |
| Regierungsstraße 563 (Standort)               | Wohnhaus                       | dreigeschossig, mit geschweiftem Giebel, 2. Hälfte 19. Jahrhundert | D-2-61-000-458 | Wohnhaus                       |
| Regierungsstraße 564 (Standort)               | Wohn- und Geschäftshaus        | viergeschossig mit Neurenaissancegiebel, um 1900. | D-2-61-000-459 | Wohn- und Geschäftshaus        |
| Regierungsstraße 565 (Standort)               | Ehem. Handwerkerhaus           | zweigeschossig, mit Zinnen, 2. Hälfte 16. Jahrhundert | D-2-61-000-460 | Ehem. Handwerkerhaus           |
| Regierungsstraße 566 (Standort)               | Wohn- und Geschäftshaus        | dreigeschossig, mit rückwärtigen Lauben und angebautem zweigeschossigem Seitenflügel, 2. Hälfte 19. Jahrhundert | D-2-61-000-461 | Wohn- und Geschäftshaus        |
| Regierungsstraße 570 (Standort)               | Ehem. Patrizierhaus            | zweigeschossig, Giebel mit Zinnen, Fassade mit Rauputzdekor, im Kern wohl 2. Hälfte 16. Jahrhundert. (Geschütztes Kulturgut) | D-2-61-000-464 | Ehem. Patrizierhaus            |
| Regierungsstraße 572, 573 (Standort)          | Wohn- und Geschäftshaus        | dreigeschossiges Eckhaus mit Kastenerker und Mansarddach, um 1897/98 | D-2-61-000-466 | Wohn- und Geschäftshaus        |
| Regierungsstraße 574 (Standort)               | Wohnhaus                       | dreigeschossiger Eckbau mit Mansardwalmdach und zwei Zwerchgiebeln, Erker mit Balkon, sparsamer Jugendstildekor, Anfang 20. Jahrhundert | D-2-61-000-467 | Wohnhaus                       |
| Richard-Schirrmann-Weg 6 (Standort)           | Ottonianum                     | jetzt Jugendherberge, zweigeschossiger Walmdachbau mit Rundbogenfenstern, 1839 von Johann Baptist Bernlochner, über Stadtmauer errichtet; Portal, Säulenportal mit Segmentgiebel, zwischen Stadtmauer und Ottonianum eingepasst | D-2-61-000-469 | Ottonianum                     |
| Rochusgasse 426 (Standort)                    | Ehemaliger Stadel              | heute Wohn- und Lagerhaus, zweigeschossiger Massivbau mit abgewalmtem Satteldach und Blendgiebel, im Kern 16. Jh., Dach 1654 (dendro.dat.), 1872 (dendro.dat.) zu Wohnzwecken ausgebaut und aufgestockt, dabei Dach größtenteils erneuert | D-2-61-000-787 | BW                             |
| Rosengasse 342 (Standort)                     | Wohn- und Geschäftshaus        | zweigeschossiger Satteldachbau in Ecklage, Giebel mit eckig abschließender Scheitelzinne, Mitte 19. Jahrhundert | D-2-61-000-470 | Wohn- und Geschäftshaus        |
| Rosengasse 343 (Standort)                     | Wohn- und Geschäftshaus        | dreigeschossig, geschweifter Giebel mit Dreiecksaufsatz, an der Fassade Schablonenverzierungen, 1872 | D-2-61-000-471 | Wohn- und Geschäftshaus        |
| Rosengasse 344, 345 (Standort)                | Doppelhaus                     | dreigeschossig, mit je einem geschweiften Giebel in barocken Formen, 1878 | D-2-61-000-472 | Doppelhaus                     |
| Rosengasse 346 (Standort)                     | Wohn- und Geschäftshaus        | dreigeschossiger Giebelbau, 1876/88 | D-2-61-000-473 | Wohn- und Geschäftshaus        |
| Rosengasse 347 (Standort)                     | Wohn- und Geschäftshaus        | dreigeschossiger Giebelbau mit Scheitelzinne, Fensterumrahmungen mit neugotischen Maßwerkverzierungen, 2. Hälfte 19. Jahrhundert | D-2-61-000-474 | Wohn- und Geschäftshaus        |
| Rosengasse 348 (Standort)                     | Wohnhaus                       | zweigeschossiger und traufständiger Satteldachbau mit Mezzaningeschoss, 19. Jahrhundert | D-2-61-000-475 | Wohnhaus                       |
| Rosengasse 351 (Standort)                     | Wohn- und Geschäftshaus        | dreigeschossiger Giebelbau mit neugotischer Fassadengliederung, 2. Hälfte 19. Jahrhundert | D-2-61-000-476 | Wohn- und Geschäftshaus        |
| Rosengasse 352 (Standort)                     | Wohn- und Geschäftshaus        | dreigeschossig, mit Giebel in Barockformen, 1878 | D-2-61-000-477 | Wohn- und Geschäftshaus        |
| Rosengasse 354 (Standort)                     | Wohn- und Geschäftshaus        | dreigeschossiger Walmdachbau, 1. Hälfte 19. Jahrhundert | D-2-61-000-478 | Wohn- und Geschäftshaus        |

### S
| Lage                         | Objekt                                                                  | Beschreibung | Akten-Nr.      | Bild                                                         |
| ---------------------------- | ----------------------------------------------------------------------- | --- | -------------- | ------------------------------------------------------------ |
| Schirmgasse 264 (Standort)   | Ehem. Palais Pettenkofer                                                | dann Hofbräuhaus, stattlicher dreigeschossiger Bau zu sechs Achsen, reicher Fassadenschmuck, im Kern 1. Hälfte 17. Jahrhundert, sonst um 1770. (Geschütztes Kulturgut)                                                                            | D-2-61-000-479 | weitere Bilder                                               |
| Schirmgasse 266 (Standort)   | Wohn- und Geschäftshaus                                                 | zweigeschossiger und traufständiger Ziegelbau, verputzt, mit hohem Satteldach, 1597 (dendro.dat.), mit älterem Kern | D-2-61-000-795 | BW                                                           |
| Schirmgasse 268 (Standort)   | Ehem. Handelshaus                                                       | dreigeschossiger Satteldachbau mit spätgotischen Kreuzrippengewölben, im Kern 15. Jahrhundert, teilweiser Umbau des Hauses 1874; Relief mit Markuslöwen, bemalte Terrakotta, 15. Jahrhundert                                                      | D-2-61-000-480 | Ehem. Handelshaus                                            |
| Schirmgasse 270 (Standort)   | Wohnhaus                                                                | stattlicher viergeschossiger Giebelbau zu sechs Achsen, Giebel mit Scheitelzinne, 1883 | D-2-61-000-481 | Wohnhaus                                                     |
| Schirmgasse 271 (Standort)   | Wohnhaus                                                                | dreigeschossiger Traufseitbau, Fenster z. T. mit verzierten Putzrahmungen, 1. Hälfte 19. Jahrhundert | D-2-61-000-482 | Wohnhaus                                                     |
| Schirmgasse 272 (Standort)   | Wohn- und Geschäftshaus                                                 | dreigeschossiger Traufseitbau, 1. Hälfte 19. Jahrhundert | D-2-61-000-483 | Wohn- und Geschäftshaus                                      |
| Schirmgasse 275 (Standort)   | Wohnhaus                                                                | viergeschossiger Traufseitbau, 19. Jahrhundert | D-2-61-000-484 | Wohnhaus                                                     |
| Schirmgasse 276 (Standort)   | Wohn- und Geschäftshaus                                                 | dreigeschossiger Traufseitbau, Mitte 19. Jahrhundert | D-2-61-000-485 | Wohn- und Geschäftshaus                                      |
| Schirmgasse 277 (Standort)   | Wohnhaus                                                                | zweigeschossiger Giebelbau mit Scheitel- und Eckzinnen, um 1900 | D-2-61-000-486 | Wohnhaus                                                     |
| Schirmgasse 278 (Standort)   | Wohnhaus                                                                | dreigeschossig, traufständig, Mitte 19. Jahrhundert | D-2-61-000-487 | Wohnhaus                                                     |
| Schirmgasse 280 (Standort)   | Wohnhaus                                                                | zweigeschossiger Giebelbau, 1878 | D-2-61-000-488 | Wohnhaus                                                     |
| Schloßgasse 166 (Standort)   | Ehem. Taglöhnerhaus                                                     | dreigeschossig mit Satteldach, traufständig, wohl Anfang 19. Jahrhundert | D-2-61-000-489 | Ehem. Taglöhnerhaus                                          |
| Spiegelgasse 199 (Standort)  | Wohnhaus                                                                | zweigeschossig, geschweifter Giebel mit Dreiecksaufsatz, nach 1776; stuckiertes Relief, Madonna | D-2-61-000-513 | Wohnhaus                                                     |
| Spiegelgasse 200 (Standort)  | Wohnhaus                                                                | zweigeschossiger Satteldachbau in Giebelstellung, 19. Jahrhundert | D-2-61-000-514 | Wohnhaus                                                     |
| Spiegelgasse 207 (Standort)  | Ehemaliges Kapitelhaus des Kollegiatstiftes St. Martin und St. Kastulus | 1804–1914 Fronfeste, zweigeschossiger Eckbau mit Satteldach und Aufzugsgaube, im Kern 1338 (dendrochronologisch datiert), im 17. Jahrhundert aus zwei mittelalterlichen Bauten zusammengewachsen, Dachtragwerk 1738 (dendrochronologisch datiert) | D-2-61-000-515 | weitere Bilder                                               |
| Spiegelgasse 214 (Standort)  | Mesnerhaus zu St. Martin                                                | dreigeschossiger Satteldachbau, im Kern um 1500, sonst 19. Jahrhundert, spätgotischer Hauseingang mit Spitzbogen und Oberlicht, geschnitzte Holzdecke mit Kerbschnittmustern und zwei Wappen in der Fletz des 1. Obergeschosses                   | D-2-61-000-517 | Mesnerhaus zu St. Martin                                     |
| Spiegelgasse 215 (Standort)  | Wohnhaus                                                                | zweigeschossiger Satteldachbau, 19. Jahrhundert | D-2-61-000-518 | Wohnhaus                                                     |
| Steckengasse 290a (Standort) | Wohnhaus                                                                | dreigeschossiger Giebelbau mit Scheitelzinne, Mitte 19. Jahrhundert | D-2-61-000-519 | Wohnhaus                                                     |
| Steckengasse 304 (Standort)  | Wohnhaus                                                                | dreigeschossiger Traufseitbau, 1856/57 | D-2-61-000-520 | Wohnhaus                                                     |
| Steckengasse 305 (Standort)  | Wohn- und Geschäftshaus                                                 | zweigeschossiger Giebelbau mit kleinen Zinnen, im Kern wohl noch 17. Jahrhundert | D-2-61-000-521 | Wohn- und Geschäftshaus                                      |
| Steckengasse 308 (Standort)  | Ehemaliger „Herzogs-Kasten“ auch „Salzstadel“ genannt                   | Dreigeschossiger Ziegelbau mit Schopfwalm, zu beiden Seiten des Torbogens aufgemalte Wappenschilder, 15. Jahrhundert (Geschütztes Kulturgut) | D-2-61-000-523 | weitere Bilder                                               |
| Steckengasse 308 (Standort)  | Wohnhaus                                                                | dreigeschossiger, zur Straße giebelständiger Satteldachbau mit Seiten- und Rückflügel um einen kleinen Innenhof, 17./18. Jh., im 19. Jh. umgebaut; dazugehöriges Rückgebäude, zweigeschossiger Satteldachbau, 17./18. Jh.                         | D-2-61-000-672 | BW                                                           |
| Steckengasse 311 (Standort)  | Ehemaliges städtisches Zeughaus zuvor städtischer Weinstadel            | Erbaut angeblich 1493, an der Fassade bezeichnet mit 1913 | D-2-61-000-525 | Ehemaliges städtisches Zeughaus zuvor städtischer Weinstadel |

### T
| Lage                            | Objekt                  | Beschreibung | Akten-Nr.      | Bild                    |
| ------------------------------- | ----------------------- | --- | -------------- | ----------------------- |
| Theaterstraße 59, 60 (Standort) | Wohn- und Geschäftshaus | dreigeschossiger Mansarddachbau mit zweistöckigem Mittelerker und rundbogig abschließendem Zwerchgiebel, bez. 1894 | D-2-61-000-527 | Wohn- und Geschäftshaus |
| Theaterstraße 61 (Standort)     | Wohn- und Geschäftshaus | viergeschossiger Bau mit Flacherker und reich stuckierter Fassade, Ende 19. Jahrhundert                            | D-2-61-000-528 | Wohn- und Geschäftshaus |
| Theaterstraße 62 (Standort)     | Wohn- und Geschäftshaus | viergeschossiger Walmdachbau mit zweigeschossigem Flacherker und reich stuckierter Fassade, Ende 19. Jahrhundert   | D-2-61-000-529 | Wohn- und Geschäftshaus |
| Theaterstraße 66 (Standort)     | Wohn- und Geschäftshaus | dreigeschossig, mit neubarockem Ziergiebel, stuckierte Hausfigur, Anfang 20. Jahrhundert                           | D-2-61-000-530 | Wohn- und Geschäftshaus |
| Theaterstraße 67 (Standort)     | Wohn- und Geschäftshaus | viergeschossiger Eckbau mit Walmdach und zweigeschossigem Flacherker, von 1856                                     | D-2-61-000-531 | Wohn- und Geschäftshaus |

### Z
| Lage                             | Objekt                  | Beschreibung | Akten-Nr.      | Bild                    |
| -------------------------------- | ----------------------- | --- | -------------- | ----------------------- |
| Zweibrückenstraße 674 (Standort) | Wohn- und Geschäftshaus | dreigeschossiger Eckbau mit Satteldach, nach 1812                                                                                       | D-2-61-000-539 | Wohn- und Geschäftshaus |
| Zweibrückenstraße 675 (Standort) | Wohn- und Geschäftshaus | dreigeschossiger Traufseitbau mit Satteldach, nach 1812                                                                                 | D-2-61-000-540 | Wohn- und Geschäftshaus |
| Zweibrückenstraße 677 (Standort) | Wohn- und Geschäftshaus | zweigeschossiger Giebelbau mit Scheitelzinne, 1894                                                                                      | D-2-61-000-541 | Wohn- und Geschäftshaus |
| Zweibrückenstraße 680 (Standort) | Wohn- und Geschäftshaus | dreigeschossig, mit abgetrepptem Schweifgiebel, 1885                                                                                    | D-2-61-000-542 | Wohn- und Geschäftshaus |
| Zweibrückenstraße 681 (Standort) | Wohn- und Geschäftshaus | dreigeschossig, mit neubarockem Schweifgiebel, Anfang 20. Jahrhundert, Kernbau wohl älter                                               | D-2-61-000-543 | Wohn- und Geschäftshaus |
| Zweibrückenstraße 682 (Standort) | Wohn- und Geschäftshaus | zweigeschossig, Giebel mit Eckzinnen und Scheitelzinne, wohl 19. Jahrhundert                                                            | D-2-61-000-544 | Wohn- und Geschäftshaus |
| Zweibrückenstraße 684 (Standort) | Wohn- und Geschäftshaus | dreigeschossiger Walmdachbau mit Zwerchhaus, wohl Anfang 19. Jahrhundert                                                                | D-2-61-000-546 | Wohn- und Geschäftshaus |
| Zweibrückenstraße 685 (Standort) | Wohn- und Geschäftshaus | dreigeschossiger Neubarockbau in Ecklage von 1895, im Kern noch Bausubstanz des ehemaligen Armenpflegehauses St. Sebastian von ca. 1618 | D-2-61-000-547 | Wohn- und Geschäftshaus |
| Zweibrückenstraße 717 (Standort) | Ehem. Reichardtbräu     | dreigeschossiges Eckhaus, wohl Anfang 19. Jahrhundert, durchgreifender Umbau 1983/84                                                    | D-2-61-000-548 | Ehem. Reichardtbräu     |
| Zweibrückenstraße 718 (Standort) | Wohnhaus                | dreigeschossiger Traufseitbau, wohl um 1830                                                                                             | D-2-61-000-549 | Wohnhaus                |
| Zweibrückenstraße 720 (Standort) | Wohnhaus                | dreigeschossiger Satteldachbau in Traufstellung, Umbau oder Fassadenänderung 1886, im Kern jedoch wesentlich älter                      | D-2-61-000-550 | Wohnhaus                |
| Zweibrückenstraße 725 (Standort) | Ehem. Handwerkerhaus    | zweigeschossig, Giebel mit Zinnen, wohl noch 17. Jahrhundert, um 1900 umgebaut; zugehörig Rückgebäude, Mitte 19. Jahrhundert            | D-2-61-000-552 | Ehem. Handwerkerhaus    |
| Zwerggasse 291 (Standort)        | Stadel                  | gemauerter Satteldachbau, wohl 1. Hälfte 19. Jahrhundert                                                                                | D-2-61-000-553 | Stadel                  |

## Ehemalige Baudenkmäler
Aufgeführt werden Bauten, die früher einmal unter Denkmalschutz standen, in den aktuellen Listen aber nicht mehr auftauchen.
| Lage                   | Objekt                  | Beschreibung | Bemerkungen | Bild |
| ---------------------- | ----------------------- | --- | --- | ---- |
| Altstadt 88            | Wohn- und Geschäftshaus | Wohn- und Geschäftshaus, fünfgeschossiger Walmdachbau, Hausecken in Rustikaeinfassung, Fassade mit reichem Stuckdekor, 1878/79 für den Cafétier Georg Fischer errichtet. Nummer=D-2-61-000-71 | |      |
| Altstadt 73            | Wohnhaus                | Dreigeschossiger Bau mit barockem Giebel, 18. Jh., Inneres erneuert. | 2005–2006 für die Nutzung als Geschäftshaus nahezu vollständig entkernt, Hinterhaus weitgehend abgebrochen und neu aufgeführt. Straßenfassade mit Eingangsgewölbe und das Kellergeschoss blieben erhalten. |      |
| Altstadt 258           | Wohnhaus                | Dreigeschossiger, vierachsiger Bau, der Giebel mit Zinnen versehen. Im Kern 16. Jh., 1877 umgebaut, Lauben mit Kreuzgratgewölbe.                                                              | 2004–2005 durchgreifend saniert, Umbau zu einem Wohn- und Geschäftshaus. |      |
| Altstadt 259           | Wohnhaus                | Dreigeschossiger Bau mit Krüppelwalmdach, im Kern Anfang des 15. Jh. | 2005 durchgreifend saniert, dabei das Innere weitgehend entkernt. Umbau zu einem Wohn- und Geschäftshaus.                                                                                                  |      |
| Dreifaltigkeitsplatz 3 | Wohnhaus                | Dreigeschossiger Bau mit Zinnengiebel, 16./17. Jh. | |      |
| Isargestade 737        | Wohnhaus                | Dreigeschossig mit geschweiftem Giebel, Anfang 20. Jh. | |      |
| Ländgasse 117          | Wohnhaus                | Dreigeschossiges Giebelhaus aus der 2. H. des 19. Jh. 1981 durchgreifend umgebaut. | |      |
| Ländgasse 122          | Wohnhaus                | Dreigeschossiges Eckhaus mit Knickgiebel, Mitte 18. Jh. | |      |
| Ländgasse 136          | Gasthof Heißbräu        | Viergeschossiger Bau, erbaut 1880 | |      |
| Nahensteig 185         | Wohnhaus                | Zweigeschossiges Giebelhaus mit Krüppelwalmdach, wohl noch 17. Jh. | |      |
| Neustadt 444           | Hoferbräu               | Dreigeschossiger Bau mit Schweifgiebel, um 1880. | |      |
| Neustadt 457           | Wohnhaus                | Wohnhaus mit Zinnengiebel, übergiebelter Torbogen. Um 1600 erbaut. | |      |
| Neustadt 501           | Wohnhaus                | Schmales Haus mit Schwalbenschwanzzinnen, um 1500, im 19. Jh. verändert. Typisches Handwerkerhaus.                                                                                            | |      |
| Neustadt 514           | Ehem. Palais Königsfeld | Barocker Volutengiebel mit Ädikula und Muttergottesfigur, Fassade noch 18. Jh., sonst erneuert.                                                                                               | |      |
| Neustadt 515           | Ehem. Adelspalais       | Wohn- und Geschäftshaus mit Dreiecksgiebel. Fassade noch 18. Jh., sonst stark erneuert. | |      |
| Neustadt 529           |                         | In der Erdgeschosshalle Baureste eines Wohnhauses des 17. Jh., sonst Neubau von 1945/46 | |      |
| Neustadt 530           | Wohnhaus                | Viergeschossig mit geschweiftem Giebel. Erbaut 1881, 1985 umgebaut. | |      |
| Zweibrückenstraße 683  | Wohnhaus                | Zweigeschossiges giebelständiges Wohnhaus, im Kern wohl 17./.18. Jh | |      |
| Zweibrückenstraße 721  | Wohnhaus                | Dreigeschossiger Bau mit Satteldach und Blendgiebel, erbaut 1897 | |      |

## Abgegangene Baudenkmäler
Aufgeführt werden Baudenkmäler, die mittlerweile durch Abbruch oder Brand vernichtet wurden.
| Lage                 | Objekt                      | Beschreibung | Bemerkungen | Bild |
| -------------------- | --------------------------- | --- | --- | ---- |
| Altstadt 82          | Wohnhaus                    | Viergeschossiger Bau mit dreieckigem Giebelabschluss, wohl 2. H. 19. Jh. | Abgebrochen und zusammen mit Nr. 83 und 84 in historisierenden Formen neu errichtet.                                                              |      |
| Alte Bergstraße 147  | Wohnhaus                    | Zweigeschossiges Giebelhaus, Giebel mit Zinnen, 2. Hälfte des 16. Jh. Die Fassade wurde in der Mitte des 20. Jh. durchgreifend erneuert.                                       | Abbruch und anschließender Neubau, Giebelfront in enger Anlehnung an den Vorgängerbau.                                                            |      |
| Balsgäßchen 190a     | Wohnhaus                    | Zweigeschossiges Traufenhaus, 1. H. 19. Jh. | Abbruch und Neubau |      |
| Bauhofstraße 6       | Ehemaliges Kapuzinerkloster | Dreiflügelanlage, im Kern 17. Jh. | Abgebrochen 1995/96 |      |
| Grasgasse 317        | Wohnhaus                    | Dreigeschossiger Traufenbau von 1878 | Abgebrochen und gemeinsam mit Fleischbankgasse 310 neu errichtet.                                                                                 |      |
| Herrngasse 379       | Wohnhaus                    | Zweigeschossiger Bau mit Mezzaningeschoss und Mansarddach, 2. H. 19. Jh. | Neubau |      |
| Herrngasse 380       | Wohnhaus                    | Haus mit Dreiecksgiebel, erbaut 1884/91 | Abbruch und Neubau in Anlehnung an den Vorgänger                                                                                                  |      |
| Herrngasse 381       | Wohnhaus                    | Haus mit Dreiecksgiebel, Ende 19. Jh. | Abbruch und Neubau in Anlehnung an den Vorgänger                                                                                                  |      |
| Neustadt 441         | Gasthof Duschlbräu          | Zweigeschossiger Bau mit Zinnengiebel, Vorderhaus mit Dachstuhl im Kern 1393/94 erbaut.                                                                                        | Das lange Zeit leer stehende und baufällige Haus wurde 2012 abgebrochen. Neubau mit Giebel, der sich in groben Zügen an den Vorgängerbau anlehnt. |      |
| Neustadt 442         | Wohnhaus                    | Dreigeschossiger Bau mit Kniestock, die Bausubstanz ging auf die Jahre 1383/84 zurück, mit Teilbereichen aus dem 13. Jahrhundert.                                              | Das Haus wurde 2012 abgebrochen und durch einen Neubau ersetzt.                                                                                   |      |
| Neustadt 448         | Wohnhaus                    | Dreigeschossiger Bau mit geschweiftem Giebel, um 1900 erbaut. | Abbruch und Neubau. Originalgetreue Nachbildung des historischen Giebels aus Leichtbeton.                                                         |      |
| Neustadt 532         | Wohnhaus                    | Dreiecksgiebel mit Scheitelzinne, 1889. Kernbau auf 1280 datiert, damit einer der ältesten Wohnbauten der Stadt.                                                               | 2012 abgebrochen und durch Neubau ersetzt. |      |
| Neustadt 533         | Wohnhaus                    | Zweigeschossiger Bau mit Rokokogiebel aus der 2. H. des 18. Jh. Der Kernbau auf 1280 datiert. Zusammen mit dem Nachbargebäude Nr. 532 eines der ältesten Wohnbauten der Stadt. | 2012 abgebrochen und durch schlichten Neubau ersetzt, der keinen Bezug zum Vorgänger hat.                                                         |      |
| Regierungsstraße 567 | Wohnhaus                    | Zweigeschossiger Bau mit Zinnengiebel, 1. H. 17. Jh. | Neubau |      |
| Regierungsstraße 568 | Gasthaus Wicklmayr          | Giebelhaus mit Scheitelzinne, 2. H. 19. Jh. | Neubau |      |
| Regierungsstraße 571 | Ehemaliges Handwerkerhaus   | Zweigeschossig, Giebel mit Zinnen, im Kern 16. Jh.; mit Hausmadonna. | Entfall von D-2-61-000-465 laut Denkmalliste vom 15. Sept. 2017, 2018 abgebrochen.                                                                |      |
| Steckengasse 307     | Wohnhaus                    | Giebelhaus von 1883, im Hausflur Ölgemälde des 18. Jh. | Abgebrochen. Modernistischer Neubau von 2013 ohne Bezug zum Vorgänger.                                                                            |      |
| Steckengasse 309     | Wohnhaus                    | Zweigeschossiger Bau mit Treppengiebel, wohl 2. Viertel des 17. Jh. | Abbruch. Dreigeschossiger Neubau mit Dreiecksgiebel ohne Bezug zum Vorgänger.                                                                     |      |